# Personaggi di Bakugan Battle Brawlers

Personaggi della stagione Bakugan: Gundalian Invaders: in alto Barodius. Da sinistra verso destra: Jake, Ren, Marucho, Dan, Shun e Fabia

Questa è una lista dei personaggi apparsi in Bakugan - Battle Brawlers, Bakugan Battle Brawlers: New Vestronia, Bakugan: Gundalian Invaders e Bakugan: Potenza Mechtanium.

## Eroi

### Combattenti Bakugan

#### Dan Kuso
Apparso in Battle Brawlers, Daniel "Dan" Kuso (弾馬"ダン" 空操?, Danma "Dan" Kuusou) è il protagonista della serie. Leader dei Combattenti Bakugan, è un ragazzo di 12 anni (11 nella versione originale) orgoglioso e testardo che non si lascia intimorire da niente. Il suo sogno è quello di diventare il miglior combattente Bakugan del mondo. È stato lui ad inventare, insieme al suo amico d'infanzia Shun, il regolamento di Bakugan. Dan adora questo gioco, usa l'attributo Pyrus in battaglia. La sua migliore amica è Runo, di cui è innamorato nonostante i frequenti litigi. La ragazza ricambia i suoi sentimenti, ma solo alla fine della serie i due iniziano una relazione.  Il suo Bakugan personale, nonché preferito, è Drago, anche se, all'inizio, i due bisticciano in continuazione. Il Dragonoid affida a Dan e ai suoi amici la missione di trovare il Nucleo dell'Infinito prima che lo faccia Naga. Il giovane Kuso è molto legato a Drago. Lo segue addirittura nella Dimensione del Destino, da cui potrà uscire solo superando la prova di Apollonir, il Leggendario Soldato Pyrus di Vestronia, che vuole capire se il ragazzino sarà capace di sconfiggere Naga. L'esame di Dan consiste nel combattere contro un pagliaccio (dietro la cui maschera, come a fine battaglia si scopre, si nasconde una Runo immaginaria) che utilizza dei Pyrus Dragonoid, tra cui lo stesso Apollonir, che scende in campo nell'ultimo round. Il protagonista riesce a vincere grazie all'amicizia che lo lega a Drago, ma il suo Bakugan non si evolve; perché ciò avvenga, Dan deve sconfiggere i suoi compagni di squadra. Tornato sulla Terra, il ragazzo li batte; quando, infine, sconfigge Shun, Dan sale dal terzo al secondo posto nella classifica mondiale dei giocatori, mentre il suo Pyrus Delta Dragonoid si evolve in Pyrus Ultimate Dragonoid. Presto, Kuso diventa il combattente numero uno. Alla fine, la Terra viene invasa dai Bakugan seguaci di Naga, e i Combattenti si riuniscono nella torre di Wardington. Dan decide di affrontare Druman e Centorrior insieme a Runo; in suo aiuto intervengono anche Marucho, Julie, Billy, Komba e Julio. Il piano dei due avversari consiste nell'impegnare il gruppo di amici in una sfida affinché Naga possa agire indisturbato; presto Dan scopre la trappola, ma non può abbandonare il combattimento a causa del campo di forza generato da Centorrior. Solo dopo aver sconfitto quest'ultimo, il protagonista lascia Druman ai suoi alleati per raggiungere e fermare Naga. Assorbendo il Nucleo dell'Infinito, Pyrus Ultimate Dragonoid si evolve in Pyrus Infinity Dragonoid, divenendo il Bakugan supremo, e insieme a Kuso combatte contro Naga e il suo umano, Hal-G. Sconfitti i nemici, Dan viene a sapere che per evitare che il suo mondo e quello dei Bakugan si fondano, Drago deve ritornare a Vestronia. Perciò, i due amici sono costretti a separarsi.
In New Vestronia si reca a Nuova Vestronia dopo che Drago, venuto sulla Terra per chiedergli aiuto, gli parla dell'invasione dei Vestali. Insieme a Marucho, Dan è il primo umano ad unirsi alla Resistenza, e sarà il combattente Pyrus della squadra. La prima tappa della Resistenza è Alpha Ville, dove il protagonista si occupa di invertire la potenza del Regolatore Dimensionale. Dan impedirà così al Regolatore di liberare l'energia e lo farà implodere. In viaggio verso Beta Ville, Kuso riceve la visita di Runo, che gli appare come un ologramma. Per evitare di rimanere senza un corpo, la ragazzina deve subito tornare sulla Terra, ma viene seguita dai Vexos, perciò anche Dan lascia Nuova Vestronia, cadendo nella trappola dei malvagi. Il giovane dovrà rimanere sulla Terra fin quando il Trasportatore Dimensionale del dottor Michael non verrà riparato, e intanto ospitare a casa sua Mira e Baron, che lo hanno seguito nel suo mondo. A breve, viene sfidato da Spectra, interessato a Drago e al Nucleo Perfetto. L'esito dell'incontro è negativo per Dan, che perde il suo Bakugan. Nella rivincita combatte insieme ad Apollonir, e riesce a salvare dalla morte Drago, influenzato dal male e spinto oltre i suoi limiti. Ricongiuntosi al suo vecchio amico, Kuso può ritornare a Nuova Vestronia attraverso il portale che Apollonir aprirà, ma i Vexos, avvisati da Mira, che si unisce a loro, colgono l'unica occasione di attraversarlo prima che si richiuda. Fortunatamente, il Trasportatore Dimensionale è stato riparato, e Dan può lasciare la Terra. A Beta Ville, Dan deve combattere insieme a Baron contro Mylene Farrow e Shadow Prove. La vittoria sarà sua, e il Regolatore Dimensionale esploderà. Nella base sotterranea di Gamma Ville, i membri della Resistenza vengono divisi dai Vexos. Dan rimane con Ace e combatte contro Gus e Mira, che cerca di aiutarlo. Ottiene la vittoria e il Regolatore Dimensionale esplode a causa dell'energia prodotta dalla sfida. Presso il palazzo dei Vestali, Dan, Baron ed Ace si separano dal resto del gruppo. Il giovane Kuso non si occuperà del Regolatore Dimensionale nascosto perché impegnato nella sfida lanciatagli da Spectra. L'incontro non ha un vincitore, interrotto dall'imminente esplosione del palazzo. Fuggiti i Vexos da Nuova Vestronia, Dan ritorna a casa insieme a Drago. Dopo qualche tempo riceve la visita di Mira, che lo informa sui piani di dominio e vendetta di Zenoheld. Per proteggere da questo le energie degli attributi, gli Antichi Guerrieri le affidano ai Bakugan dei ragazzi della Resistenza; Apollonir dona l'energia Pyrus Drago, che si evolve. Per rimanere in possesso delle energie rimaste, Kuso e i suoi amici decidono di evitare scontri con i Vexos e di nascondersi a casa di Marucho. Presto il loro covo viene scoperto, e Dan propone di cogliere di sorpresa i nemici sferrando un attacco alla loro base prima che avvenga il contrario. Non sa, però, dove si trovi il nascondiglio di Zenoheld e dei Vexos, perciò pensa bene di chiedere aiuto a Spectra, nonostante la rivalità. Al momento giusto, l'antagonista lo raggiunge per sfidarlo e lo teletrasporta nella sua astronave. Prima di battersi, Dan pattuisce che in caso di sconfitta cederà il Nucleo dell'Infinito a Spectra, ma, se vincerà, l'avversario dovrà accompagnare lui e i suoi amici al Palazzo Madre, da Zenoheld. Il giovane Kuso ottiene ciò che vuole, e una volta giunto a destinazione, combatte insieme a Mira e Spectra contro Hydron, poi sostituito da Zenoheld. A causa della scorrettezza avversaria, perde, oltre all'incontro, anche l'energia dell'attributo Pyrus, che intanto era rimasta l'unica in possesso della Resistenza. Il Sistema di Distruzione Bakugan viene così attivato, ma Nuova Vestronia si salva grazie a Drago, che si evolve in Pyrus Helix Dragonoid. Alla fine, Dan si reca insieme ai compagni nello spazio per distruggere l'Arma Alternativa di Zenoheld. Con l'aiuto di Shun, Ace e Baron, la farà esplodere distruggendone il reattore. Vinta la guerra, si separa dai suoi amici Vestali e torna sulla Terra.
In Gundalian Invaders si è appena trasferito a Bayview a causa del lavoro del padre e ha stretto amicizia con Jake Vallory. Leader dei Combattenti Bakugan e numero uno dell'Interspazio Bakugan. Nel primo episodio, si batte in questo luogo virtuale con Ren, un amico che entra presto a far parte dei Combattenti Bakugan; l'energia sprigionata dalla sfida provoca un'esplosione che interrompe il duello. Il giovane Kuso sviene e vede in sogno la guerra tra i Bakugan di Neathia e Gundalia. Ren lo ingannerà, raccontando che il suo pianeta, Gundalia, è stato invaso da Neathia, ma Dan apprenderà che in realtà è successo il contrario. Giunto a Neathia insieme agli altri Combattenti Bakugan, Kuso deve subito vedersela con Barodius, ma lo scontro viene interrotto da una misteriosa luce, quella del Globo Sacro. Solo dopo aver ricevuto la nomina di Cavaliere del Castello, il giovane scopre di essersi battuto contro il malvagio imperatore di Gundalia e il capo dei Dodici Ordini. Per riattivare il Generatore del Secondo Scudo di Neathia, disattivato dai Gundalian, Dan e Shun attraversano la giungla. Il loro cammino viene interrotto da Stoica e Jesse, e Dan deve tenerli impegnati per permettere a Shun di raggiungere il Generatore. Prima, però, i due amici mettono in atto il piano di riserva e si scambiano i Bakugan, convinti che i Gundalian avrebbero tenuto d'occhio Kuso, in possesso di Drago e, perciò, dell'Elemento. Dan guiderà personalmente il Cross Buster, una Macchina Bakugan d'Assalto usata per la prima volta nello scontro con Ren, che il protagonista cerca di persuadere a tornare dalla parte dei Combattenti Bakugan. Per proteggere il Secondo Scudo di Neathia, Dan combatte contro Barodius. Drago viene sovrastato dalla potenza del Bakugan del malvagio, Dharak Colossus, che riesce a provocare uno squarcio all'interno dello Scudo. Fortunatamente, Ren, al quale Barodius ha ordinato di eliminare Dan e Drago, sceglie di stare dalla parte del suo vecchio amico terrestre, perciò comanda al suo Darkus Linehalt di attaccare l'imperatore di Gundalia. Kuso vorrebbe aiutarlo e scendere in campo con Drago, ma decide di rimanere in disparte quando Ren gli fa capire che vuole combattere da solo in questa che considera la sua battaglia. Ad un certo punto, Linehalt scatena il suo potere proibito, che, incontrollato, rischia di distruggere ogni cosa. Dopo qualche resistenza, Dan viene travolto da tale potenza e sviene. Intanto, il guardiano del Globo Sacro, Dragonoid Colossus, attacca Barodius e lo costringe alla ritirata; poi si trasferisce nel Bakumeter di Kuso, che, ancora privo di conoscenza, non si accorge di nulla. Dan trascorre dei giorni difficili durante l'assenza di Jake, che è stato teletrasportato a Gundalia. Kuso è agitato, vuole andare a salvare il suo amico e si sente in colpa perché ciò che è accaduto non sarebbe mai successo se, in seguito ad un litigio, egli non avesse lasciato Jake da solo. Fortunatamente, Vallory torna presto al castello di Neathia; racconta ai Combattenti di essere riuscito a scappare, e anche se Shun mette in dubbio la vera identità del ragazzo, Kuso ha fiducia in lui. Il protagonista si accorge dell'inganno quando Jake suggerisce di apportare specifiche modifiche tecniche al Terzo Scudo per rinforzarlo, pur non avendo mai capito nulla in materia. La seguente sfida contro Vallory, divenuto un servitore dei Gundalian, sarà dura, ma Dan riuscirà a vincere, anche grazie all'aiuto di Shun. Prima di andare a Gundalia per riportare indietro Jake, Dan e Drago vengono trasportati nello Spazio Interdimensionale da Dragonoid Colossus, che vuole combattere contro di loro. Ad assistere alla sfida, ci sono anche Mason e Nurzak, il quale informa il protagonista che questo combattimento è in realtà una prova importante: secondo le Antiche Scritture, solo un Dragonoid o un Dharaknoid possono battere Dragonoid Colossus e impossessarsi del Globo Sacro, e se ora Drago perderà, l'avversario concederà una possibilità al Dharak di Barodius. Dopo la sconfitta, Dragonoid Colossus parla a Dan del Globo Sacro, che racchiude in sé i DNA di tutti i Bakugan. Racconta che i progenitori di tali creature erano un Dragonoid e un Dharaknoid, ma solo Drago e Dharak possiedono un DNA somigliante al loro; essi sono i Bakugan supremi che possono impossessarsi del Globo Sacro, ed ecco perché questo ha interrotto il primo combattimento tra Kuso e Barodius. Ora, Dragonoid Colossus dà a Drago la forza di evolversi in Pyrus Blitz Dragonoid, e accompagna esso, Dan, Mason e Nurzak a Neathia. Barodius si accorge della loro presenza e constata che Dragonoid Colossus è in possesso di Dan. Decide di impadronirsi del Bakugan, così trova il modo di dividere Kuso dagli altri; il protagonista si trova nel castello dell'imperatore insieme a Shun e Marucho e sta correndo per evitare che le guardie lo acciuffino, quando, dietro di lui, si erge una parete che lo divide dai compagni. Presto, il giovane si trova davanti a Barodius. Sembra che la battaglia che ne segue avrà un esito negativo per Dan e per il suo Drago, il quale, a detta di Dragonoid Colossus, non si è ancora evoluto completamente. La creatura ci riesce solo quando Kuso dimostra fiducia in essa e di credere nella loro amicizia; a conferma del completamento dell'evoluzione, Dan riceve una nuova Carta Abilità, "Guglia di Drago", e sconfigge Barodius. Come premio, chiede all'imperatore di restituirgli l'amico Jake; il malvagio gli permette di rivedere il suo vecchio compagno, ma questo aggredisce Dan, che perde i sensi e viene imprigionato. Quando Barodius scopre che il DNA di Drago è compatibile per far evolvere Dharak in una forma più potente ordina a Kazarina di infondere in Dharak il DNA di Drago per farlo evolvere cosa che riesce alla perfezione rendendo Dharak più forte che mai. Dan viene salvato in tempo da Jake che risvegliatosi dall'ipnosi di Kazarina lo fa scappare. Dan raggiunge Neathia e affronta Barodius in una sfida in cui sarà il vincitore avrà il potere del Globo Sacro. Dopo un aspro combattimento sarà Dan a uscirne vincitore ottenendo il potere del Globo Sacro che farà evolvere ulteriormente Drago mettendo fine alla guerra tra Guldania e Neathia per poi tornare a casa con i suoi amici.
In Potenza Mechtanium, ha un forte legame con il misterioso Mag Mel, che appare nelle sue visioni. Il suo guardiano Bakugan è sempre Drago, mentre il suo Mechtogan è Pyrus Zenthon. Nella seconda parte può anche contare su Haos Reptak. e sul Mechtogan Destroyer Pyrus Dragonoid Destroyer.
È doppiato in originale da Yū Kobayashi, mentre in italiano è doppiato da Leonardo Graziano, e da bambino da Cinzia Massironi nell'episodio 32 di Battle Brawlers e da Benedetta Ponticelli nell'episodio 50 di Battle Brawlers.

#### Pyrus Dragonoid
Apparso in Battle Brawlers, Pyrus Dragonoid (ドラゴノイド?, Doragonoido) detto Drago è il guardiano Bakugan di Dan e tra loro esiste una straordinaria amicizia, che spesso gli permette di superare le avversità, e che conferisce alla creatura una grande forza. È il Bakugan più potente di Vestronia, capace di evolversi all'infinito. Si vedono, nella serie, tre forme: Dragonoid, Delta Dragonoid e Ultimate Dragonoid. Successivamente assorbirà il Nucleo dell'Infinito (passatogli da Wavern per impedire al terribile Naga di assorbirlo) trasformandosi in Infinity Dragonoid. Drago è innamorato di Wavern, che ricambia il suo affetto. I due si frequentavano quando erano a Vestronia. Egli sconfiggerà Naga e creerà Nuova Vestronia, una nuova dimensione, creata dall'unione dei sei mondi.
In New Vestronia, trasformatosi nel nucleo di Nuova Vestronia, riacquista il suo corpo grazie agli Antichi Guerrieri e torna a combattere insieme a Dan per salvare Nuova Vestronia. Grazie all'energia Pyrus affidatagli da Apollonir (l'Antico Guerriero Pyrus), evolverà in Cross Dragonoid, acquistando un'armatura e due paia d'ali. Successivamente, assorbirà l'energia del dispositivo DB (ovvero tutte le 6 energie attributo) e si evolverà in Helix Dragonoid, assumendo fattezze umanoidi. Grazie ai dati ottenuti da Spectra, Kuso può collaudare un'Armatura da Combattimento per Drago; lo fa battendosi con Spectra nell'interspazio Bakugan. Ci vorrà del tempo prima che Keith e Marucho riescano ad ottenere il JetKor, l'armatura che nel corso di un'altra sfida tra Dan e Spectra, combattuta nell'Interspazio, si rivelerà idonea al corpo di Drago.
In Gundalian Invaders è ancora il guardiano di Dan. Helix Dragonoid è il suo stadio iniziale nella serie; evolverà in Pyrus Lumino Dragonoid assorbendo l'Elemento, poi in Blitz Dragonoid. Come nella serie precedente, potrà fondersi con un Bakugan colosso e quattro trappole armate, esattamente come Dharak, per formare così Pyrus Dragonoid Colossus. Drago affronterà la sua nemesi ovvero Darkus Dharaknoid, che da Nurzak e da Dragonoid Colossus viene definito "la faccia opposta della medaglia di Drago". Drago riuscirà a prevalere e ad impossessarsi del Globo Sacro; in questo modo, il Codice Eva gli donerà il suo potere, facendolo evolvere in Pyrus Titanium Dragonoid.
In Potenza Mechtanium, Pyrus Titanium Dragonoid è il guardiano Bakugan di Dan. È forgiato in Die Cast Metal nella parte inferiore ed è considerato il Dragonoid più forte, perché ha ricevuto i suoi poteri dal Codice Eva, la creatrice di tutti i Bakugan. Quando si fonde con Ventus Taylean e Darkus Infinity Helios, diventa Pyrus/Ventus/Darkus Mercury Dragonoid, un BakuMutant. Alla fine della prima parte, si evolve in Pyrus Fusion Dragonoid, un Bakugan Fusion e Sky Raider. Nella seconda parte Pyrus Fusion Dragonoid acquista ora la capacità di fondersi con Haos Reptak e diventare, così, Pyrus/Haos Aereoblitz, un Baku Sky Raider Combination.
È doppiato in originale da Keiji Fujiwara, mentre in italiano è doppiato da Marco Balzarotti.

#### Shun Kazami
Apparso in Battle Brawlers, Shun Kazami (駿 風見?, Shun Kazami) è un ragazzo di 13 anni (11 nella versione originale della serie) e, all'inizio, è il combattente Bakugan più forte del mondo. Con l'abbandono temporaneo del gioco, cala, arrivando in sesta posizione. Ripreso a combattere, salirà rapidamente al secondo posto, e, in seguito alla sconfitta contro Dan, diverrà terzo nella classifica mondiale. Shun è un amico d'infanzia di Dan. È un ragazzo taciturno, misterioso, solitario e di poche parole, ma sempre disposto ad aiutare i suoi amici.  Lancia i suoi Bakugan con tecnica ninja e utilizza l'attributo Ventus. Il suo Bakugan è Skyress, ricevuto dalla madre Shiori, in ospedale in coma (morta nella versione originale). Shun vive con suo nonno (famoso guerriero ninja), che vuole che il giovane segua le sue orme invece di giocare a Bakugan. Da allora, Dan non ha più notizie di lui. Lo rivede quando va a chiedergli di unirsi ai Combattenti Bakugan per lottare per la salvezza del gioco creato dai due. Shun raggiunge Dan nella Dimensione del Destino. Affinché possa tornare a casa, deve superare la prova di Oberus, il Leggendario Soldato Ventus, che, per verificare se il ragazzino è in grado di sconfiggere Naga, combatte contro di lui al fianco di un'illusoria Shiori bambina. Shun deve scegliere se restare con la madre, ma, grazie a Skyress, capisce che il suo posto è con gli amici, di aver bisogno di loro come loro hanno bisogno di lui. Così permette al suo Bakugan di evolversi e vincere la battaglia. Avendo superato la prova, il giovane Kazami può tornare nel suo mondo. Invasa la Terra dai Bakugan seguaci di Naga, Shun si prende il compito di andare in città e fermare Hairadee. Giunto a destinazione, incontra Komba, che lo affianca nella battaglia, e, nel mezzo del combattimento, si unisce a loro anche Julio. Alla fine, Kazami distrugge il servitore di Naga. Preoccupato per Wavern, vuole ora tornare alla torre. Per avvicinarsi indisturbatamente alla creatura e strapparle il Nucleo dell'Infinito, Hal-G contatta Shun, e, spacciandosi per Kato, gli chiede di andare ad aiutare Dan, impegnato in una dura battaglia. Il ragazzino, però, intuisce che si tratta di una trappola, e corre alla torre. Arrivato presso essa, si scontra con Naga per proteggere Wavern, ma viene sconfitto. Successivamente, manda Skyress ad aiutare il Drago di Dan nel combattimento contro il nemico, che, alla fine, viene distrutto. Vinta la guerra, Shun deve separarsi da Skyress, costretta a ritornare a Vestronia per impedire che il suo mondo si fonda con la Terra.
In New Vestronia giunge a Nuova Vestronia per caso, attraverso un portale apertosi mentre si allenava per migliorare le sue tecniche ninja e qui incontra Ingram. Si unisce alla Resistenza ed è il combattente Ventus della squadra. Shun guida i suoi compagni ad Alpha Ville dato che ha scoperto che i combattimenti che si tengono nell'Arena sono collegati al Regolatore Dimensionale, che ne libera l'energia. Il ragazzo ha intuito che per distruggere il Regolatore bisogna invertirne la potenza, in modo che esso non possa sprigionare l'energia accumulata ed imploda. Shun ed Ace Grit, perciò, partecipano al torneo con il nome di Combattenti Bakugan, e vincono, ottenendo il diritto di lottare contro Lync e Volt. Cercano di far durare la sfida il più a lungo possibile per permettere a Dan di invertire la potenza del Regolatore. Alla fine, Shun ed Ace diventano i campioni di Nuova Vestronia, e il Regolatore implode. In viaggio verso Beta Ville, Shun rimane a Nuova Vestronia con Ace e Marucho, i quali cadono in una trappola di Shadow Prove, per cui il giovane Kazami decide di proseguire da solo. Viene ostacolato, però, dallo stesso Shadow, che lo sconfigge in un duello. Come Ace e Marucho, anche Shun, ultimo superstite della Resistenza a Nuova Vestronia, viene imprigionato in una capsula ibernante. Verrà poi liberato insieme ai suoi amici da Spectra. Nella base sotterranea di Gamma Ville, Shun e i suoi amici vengono divisi dai Vexos. Kazami fa coppia con Marucho e ottiene la rivincita su Shadow. Presso il palazzo del principe Hydron, dove si nasconde l'ultimo Regolatore Dimensionale, Shun si separa da una parte della Resistenza, e si reca verso la sala del trono. Qui trova Skyress e le altre creature dei Combattenti Bakugan originali trasformate in statue di bronzo. Kazami non ha ancora trovato il codice necessario per strapparle dalla prigionia, quando il palazzo comincia ad esplodere. Skyress, però, sente la sua voce e si libera insieme alle altre creature. Fuggiti gli invasori Vestali da Nuova Vestronia, e distrutto l'ultimo Regolatore, Shun può tornare sulla Terra, ma deve separarsi da Skyress, che lascia ad Ingram il suo posto accanto al ragazzo. Dopo un po' di tempo, il giovane Kazami, Dan e Marucho vengono a sapere dei piani di vendetta e dominio di re Zenoheld. Per proteggere dal malvagio le energie attributo, gli Antichi Guerrieri le affidano ai ragazzi della Resistenza. Ingram riceve da Oberus l'energia Ventus, e si evolve. In seguito al rilevamento di un'anomalia a Nuova Vestronia, Shun va a controllare. Il ragazzo rincontra Skyress, che gli mostra la misteriosa macchina che ha causato la trasformazione degli abitanti di Nuova Vestronia in forma sfera. Shun cerca di distruggere l'oggetto, ma invano. Viene raggiunto da Lync, che gli rivela che la macchina è il Sistema DB, progettato dal professor Clay per annientare tutti i Bakugan. Kazami duella contro il Vexos, facendo scendere in campo Ingram e poi anche Skyress, che combatte per l'ultima volta al fianco del giovane. Shun ottiene la vittoria con l'attuale guardiano. Ora, si separa per sempre da Skyress. La Resistenza si nasconde nella dimora di Marucho per proteggere gli attributi rimanenti. Dopo che i Vexos scoprono il loro rifugio, Shun e i suoi amici decidono di attaccare a sorpresa la base nemica prima di subire un'aggressione. Spectra li guida da Zenoheld e i suoi seguaci al Palazzo Madre, dove Shun e Baron Letloy combattono contro Volt, intento a vendicarsi della sconfitta inflittagli dal ninja sulla Terra. A causa della scorrettezza dell'avversario, Shun perde la sfida e, con essa, l'energia Ventus. Arriva il momento della battaglia finale. Shun si reca nello spazio con i suoi amici per distruggere l'Arma Alternativa di Zenoheld. Con l'aiuto di Dan, Ace e Baron, la farà esplodere distruggendone il reattore. Portata a termine la sua missione, Shun si separa dagli amici Vestali e torna sulla Terra. Nell'ultima scena, Shun ha un nuovo Bakugan, Ventus Hawktor (uno dei dati fantasma che avevano attaccato l'Interspazio), che ha scelto come suo partner.
In Gundalian Invaders è il numero due dell'Interspazio Bakugan. Shun scopre che Hawktor è il clone di un Bakugan proveniente da Neathia, il mondo nemico, secondo quanto ha raccontato Krawler. Kazami, però, inizia a sospettare che Ren abbia mentito; sarà lui a smascherare l'impostore davanti agli amici, costringendolo a lasciare la squadra. Da Neathia giunge l'Hawktor originale, che si sostituisce alla copia, divenendo il guardiano di Shun. Shun incontra il Neathian Linus Claude, giunto nell'Interspazio con il suo Bakugan, Neo Ziperator, custode dell'Elemento. Kazami, in coppia con l'alieno, combatte contro Ren e Jesse Glenn. I due subiscono una sconfitta, mentre gli avversari si impadroniscono di Neo e, perciò, dell'Elemento. Shun, insieme ai suoi amici, va a Neathia, dove ha subito uno scontro con Airzel. La battaglia viene interrotta da una luce misteriosa, quella del Globo Sacro. Kazami riceve, poi, la nomina di Cavaliere del Castello, e solo più tardi scopre che il Gundalian contro cui si è battuto è il combattente Ventus dei Dodoci Ordini. Shun e Dan attraversano la giungla di Neathia per raggiungere il generatore del Secondo Scudo, distrutto dai Gundalian, e riattivare quest'ultimo. Si imbattono in Stoica e Jesse, intenti ad impedire ai Cavalieri del Castello di portare a termine il loro compito. Shun e Dan, perciò, attuano il piano di riserva. Sicuri che i Gundalian avrebbero seguito Kuso perché in possesso di Drago e, perciò, dell'Elemento, si separano; Kazami si reca al generatore, mentre Dan tiene impegnati i nemici. Prima di dividersi, però, i due si scambiano i Bakugan in segreto. Gill attacca il secondo scudo, da poco riattivato, per distruggerlo. Viene ostacolato da Shun, che, nella battaglia, viene mostrato per la prima volta utilizzare l'Armatura da Combattimento di Hawktor, Swayther. Dan giunge in suo aiuto, e, insieme, i due Cavalieri del Castello sconfiggono Gill, che torna a Gundalia. Per proteggere il secondo scudo, Shun combatte contro Airzel e viene sconfitto con un attacco a sorpresa. Terminata la battaglia, Kazami viene travolto dalla violenza del potere proibito di Linehalt, il Bakugan di Ren, che, incontrollato, rischia di distruggere ogni cosa. Shun, perciò, raggiunge Dan, che si trova insieme a Krawler. Entrati nel castello dell'imperatore, Shun, Kuso e Marucho vengono inseguiti dalle guardie. All'improvviso, davanti a Kazami e Marukura si erge una parete, che li separa da Dan. Per seminare i nemici, il ninja e il compagno si gettano in una sorta di condotto, alla fine del quale trovano Gill ed Airzel. Ingaggiano, perciò, un combattimento contro i due Gundalian. Gli avversari sono molto forti, ma Shun, dopo aver evocato Swayther, sconfigge Airzel. Il Bakugan di Gill, Krakix, reso ancora più potente dall'Armatura da Combattimento, mette nuovamente in crisi gli avversari, e li batte. Kazami lancia un fumogeno, che permette a lui ed al suo amico di fuggire.
In Potenza Mechtanium, durante l'assenza di Dan, annuncia che sarà il nuovo leader del gruppo. Il suo guardiano Bakugan è Ventus Taylean, che quando si fonde con Pyrus Titanium Dragonoid, diventa Ventus/Pyrus Mutant Taylean, un BakuMutant. Il Mechtogan è Ventus Silent Strike. Nella seconda parte ha un nuovo guardiano, Ventus Jaakor un Baku Sky Raider di attributo Ventus, affiancato anche da Darkus Orbeum e Darkus Skytruss, allievi di Jaakor. Tutti e tre insieme possono fondersi divenendo Ventus/Darkus Magmafury, un Baku Sky Raider Combination. Il suo Mechtogan è Ventus Thorak.
È doppiato in originale da Chihiro Suzuki, mentre in italiano è doppiato da Davide Albano e da bambino da Patrizia Mottola nell'episodio 31 di Battle Brawlers.

#### Ventus Skyress
Apparsa in Battle Brawlers, Ventus Skyress (ゼフィロス・フェニックス?, Zefirosu Fenikkusu) è il guardiano Bakugan di Shun. Sembra che tra i due esista un rapporto che va oltre l'amicizia (si intuisce, per esempio, quando la creatura da un bacio al ragazzo prima di tornare nel suo mondo). Skyress vede attraverso gli oggetti. Skyress è un regalo che la madre di Shun, Shiori, gli ha lasciato prima di cadere in coma (morire nella versione originale). Nella Dimensione del Destino, Skyress deve affrontare Oberus, il Leggendario Soldato Ventus, che mette Shun alla prova combattendo contro di lui insieme a Shiori bambina. Questa chiede all'avversario di rimanere con lei, ma Skyress si sacrifica pur di far capire al ragazzo che la bambina è un'illusione creata da Oberus e che il suo posto è con gli amici. Riuscita nell'intento, la creatura risorge e si evolve in Tempesta Skyress (ゼフィロス・ストー フェニックス?, Zefirosu Sutōmu Fenikkusu) e sconfigge Oberus. Quando i Bakugan seguaci di Naga invadono la Terra, Skyress affronta Hairadee, che la separa da Shun. I due, però, riescono a ricongiungersi e sconfiggono il nemico. Nella successiva battaglia, Skyress perde contro Naga, ma aiuterà Drago a sconfiggerlo. Vinta la guerra, lascia Shun e ritorna nel suo mondo.
In New Vestronia, Skyress è stata trasformata dai Vestali in una statua di bronzo, e Shun vuole salvarla. Riuscito nel suo intento, può rivederla, ma la creatura non tornerà più con lui e cederà il suo posto di guardiano Bakugan ad Ingram.
È doppiata in originale da Chiharu Suzuka, mentre in italiano è doppiata da Lorella De Luca in Battle Brawlers e da Gea Riva in New Vestronia.

#### Ventus Ingram
Apparso in New Vestronia, Ingram (イングラム?, Inguramu) è un Bakugan di attributo Ventus e il guardiano di Shun da quando questo l'ha salvato dai Vestali, che volevano renderlo prigioniero. Skyress, finalmente libera, le cederà il suo posto al fianco del giovane.Possente uomo alato, può mutare in uccello, e grazie all'energia Ventus affidatagli da Oberus (l'Antico Guerriero Ventus) evolverà in Master Ingram. Nella versione italiana dell'anime, prima di evolvere, la creatura è femmina.. I nuovi poteri, però, rendono insicuro il Bakugan, afflitto dal pensiero di non essere degno del dono di Oberus. Tornato a Nuova Vestronia con il suo umano per controllare un'anomalia scoperta dalla Resistenza, Master Ingram incontra di nuovo Skyress, che, vedendolo indeciso, lo accusa di codardia. Privo di fiducia in se stesso, l'uomo alato abbandona la sfida contro l'Aluze meccanico di Lync, lasciando sola Skyress, che si è unita a Shun in questa battaglia. Vedendo, però, questa in difficoltà, Master Ingram si fa forza e scende in campo per sconfiggere l'avversario. Terminata la sfida con successo, Skyress si ricrede sul conto del nuovo guardiano di Shun e lascia definitivamente il suo vecchio alleato umano. Alla fine, Ingram si separa da Shun.

#### Ventus Hawktor
Appare fugacemente in New Vestronia, ma in Gundalian Invaders diventa un personaggio principale. Bakugan Ventus, Hawktor (ホークター?, Hokutaa) è il guardiano di Shun e proviene da Neathia. Uomo alato mascherato che usa tecniche ninja, ed è per questo che ha una perfetta sintonia con il suo combattente. Nei primi episodi, Shun combatte con l'Hawktor virtuale, che si scopre essere il clone digitale di un Bakugan proveniente da Neathia. È stato inviato in tutti i mondi dopo l'invasione dei Gundalian per cercare aiuto (così si spiega l'attacco dei dati fantasma all'Interspazio).

#### Runo Misaki
Apparsa in Battle Brawlers, Runo Misaki (琉乃 美咲?, Runo Misaki) è la migliore amica di Dan. I due sono molto uniti, anche se litigano in continuazione. Runo è una ragazza dolce, allegra, estroversa e molto orgogliosa. Nei primi episodi, Runo è vista comunicare tramite videochat con gli altri Combattenti Bakugan, suoi amici di rete, e litigare spesso con Dan. Runo è la prima del gruppo ad incontrare Masquerade, che, dopo averla sconfitta in un duello, si impossessa del suo Artiglio del Terrore. La ragazzina vuole ora vendicarsi dell'avversario e trova un nuovo alleato in Haos Tigrerra, un Bakugan in grado di parlare. Dopo aver perso di proposito una battaglia contro Masquerade, Runo finisce nella Dimensione del Destino, dove vuole trovare Dan per riportarlo sulla Terra. Affinché possa tornare nel suo mondo, deve superare la prova di Lars Lion, il Leggendario Soldato Haos, che deve liberarla dalla sua testardaggine. Nel combattimento finale contro Naga Runo prende parte facendo scendere in campo Tigrerra. Distrutto il malvagio, la ragazzina deve separarsi dal suo Bakugan, costretto a tornare a Vestronia per impedire che il proprio mondo si fonda con la Terra. Nella scena finale, Runo e Dan si incontrano al loro primo appuntamento.
In New Vestronia, Runo va a trovare Alice in Russia per poter usufruire del Trasportatore Dimensionale e raggiungere Kuso a Nuova Vestronia sotto forma di ologramma. Riesce a rivedere Dan, ma per evitare di rimanere intrappolata tra la Terra e Nuova Vestronia, ritorna subito indietro. A seguirla nel mondo degli umani sono i Vexos, che vogliono prenderla in ostaggio per attirare Dan in una trappola, e lo stesso Dan, intento a proteggerla dai nemici. Dopo una breve tappa di Kuso sulla Terra, Runo vuole partire con lui, ma i Vexos sfruttano l'unica possibilità di attraversare il portale che avrebbe dovuto portare Misaki e i suoi amici nel mondo dei Bakugan. Fortunatamente, Alice avvisa i compagni che il Trasportatore Dimensionale è stato riparato, ma possono attraversarlo solo coloro che possiedono un lanciatore e Runo non avendone uno, è costretta a separarsi da Dan. Lo rivede quando la Resistenza dei Combattenti Bakugan torna sulla Terra. Il gruppo porta con sé anche Tigrerra, che può riabbracciare Misaki. Qualche tempo dopo, Mira Fermin fa visita ai Combattenti e dona a Runo un lanciatore. Runo desidera battersi contro i Vexos per dimostrare a Dan che la sua forza non è inferiore a quella dei ragazzi della Resistenza. Esce, perciò, dal loro nascondiglio, seguita da Mira, intenta a farla ragionare. Le due si imbattono in Mylene Farrow e Lync, che le sconfiggono in combattimento e sottraggono a Fermin l'energia dell'attributo Subterra. Runo ha intenzione di seguire la Resistenza al Palazzo Madre. Anche questa volta, però, è costretta a rimanere sulla Terra, dato che Spectra fa salire a bordo della sua navicella solo coloro a cui gli Antichi Guerrieri hanno affidato le energie attributo. Runo non partecipa alla battaglia finale, dato che Tigrerra vi rinuncia per non mettere a repentaglio la vita della sua combattente e Runo rimane con Julie sulla Terra.
In Gundalian Invaders, Runo compare n un flashback nella settima puntata e nell'episodio 22, dove Julie mostra a Koji una fotografia che la ritrae insieme a Runo e Dan.
In Potenza Mechtanium, Runo compare per la prima volta nella serie durante l'episodio 32 e torna ad essere uno dei personaggi principali nella seconda parte. Il suo guardiano Bakugan è Haos Aerogan.
È doppiata in originale da Eri Sendai, mentre in italiano è doppiata da Elisabetta Spinelli e da Francesca Bielli nella parti da bambina negli episodi 32 e 50.

#### Haos Tigrerra
Apparsa in Battle Brawlers, Haos Trigrerra (ティグレス?, Tiguresu) è il guardiano Bakugan di Runo. Nella versione giapponese dell'anime, Tigrerra è un maschio, mentre negli USA e di conseguenza anche in Italia dove è stata adottata l'edizione americana, è stato trasformato in una femmina. Vuole molto bene alla sua umana, e la rispetta. Il suo aspetto è quello di una tigre bianca con strisce nere e parti dorate. La serie non mostra come Runo incontri Tigrerra, ma si capisce che è successo durante la ricerca che l'umana stava conducendo per trovare un Bakugan parlante. Nella Dimensione del Destino, Runo vince la sua ostinazione, permettendo a Tigrerra di evolversi in Blade Tigrerra, che acquisisce una postura eretta e le zanne e gli artigli gli si allungano. Grazie alla sua nuova forma, il Bakugan sconfigge Lars Lion, il leggendario Soldato Haos, che voleva mettere alla prova le capacità di Runo in una sfida. Tornata sulla Terra, Tigrerra chiede a Drago un confronto. Il combattimento termina con la sua sconfitta. Alla fine, Runo manda il suo Bakugan ad aiutare Drago nello scontro con Naga. Vinta la guerra, Tigrerra deve tornare a Vestronia e separarsi dalla sua umana.
In New Vestronia, nell'episodio 1, Tigrerra combatte al fianco di Baron Letloy. All'inizio sembra essere motivata dal fatto che Drago e Wavern si sono sacrificati pur di salvare il loro mondo, ma verrà battuta comunque, essendo inferiore a Elios. Sconfitta, viene catturata dal suo avversario, Elios, e successivamente trasformata in una statua di bronzo. Sarà la Resistenza a liberarla e a riportarla da Runo, sulla Terra. Quando la ragazza combatterà insieme a Mira contro Mylene Farrow e Lync, Tigrerra scenderà in campo, batterà Lync in un round, ma verrà sconfitta da Makubas per salvare Wilda che, però, verrà sconfitto anche lui.
È doppiato in originale da Atsushi Ono, mentre in italiano è doppiata da Renata Bertolas.

#### Marucho Marukura
Apparso in Battle Brawlers, Choji "Marucho" Marukura (丸蔵 兆治?, Chouji (Choji) Marukura) è figlio di due ricchi imprenditori, e sarà lui a dare ai Combattenti i lanciatori. Il suo attributo è Aquos e basa il suo gioco sulla strategia. Marucho incontra personalmente il suo amico di rete Dan Kuso quando si trasferisce nel suo quartiere a Wardington. Gli mostra la sua nuova casa, dove è finito casualmente anche Preyas. Questo conosce Marucho e ne diventa il guardiano Bakugan. Tra i due nasce una profonda amicizia, e l'umano è disperato quando, dopo un duello con Klaus terminato con una sconfitta, sembra che Preyas finisca nella Dimensione del Destino. Marukura rivede il suo Bakugan nella rivincita contro Klaus: scopre che la creatura non è perduta, ma controllata dall'avversario, che se ne era impossessato nella battaglia precedente. Marucho ottiene la vittoria, in seguito alla quale Klaus si redime e restituisce Preyas al suo vecchio alleato. Marucho si dirige poi nella Dimensione del Destino per riportare sulla Terra Dan. Qui, i Leggendari Soldati di Vestronia mettono alla prova i Combattenti per scoprire se sono in grado di sconfiggere il perfido Naga. L'esame di Marucho consiste nell'affrontare un illusorio se stesso del passato, affiancato, nell'ultimo round, da Frosch, il Leggendario Soldato Aquos. L'avversario rappresenta il Marucho che si sacrificava e obbediva sempre pur di accontentare i suoi genitori. L'esaminato impara ad accettare il bambino che era in passato, permettendo l'evoluzione di Preyas, che genera gli alter ego Angelo e Diablo. Insieme, il giovane Marukura e i suoi Bakugan vincono l'incontro. Dopo aver sconfitto Naga insieme agli altri Combattenti, Marucho deve separarsi da Preyas, Angelo, Diablo e dagli altri suoi Bakugan, che devono tornare a Vestronia.
In New Vestronia segue Dan e Drago a Nuova Vestronia. È il combattente Aquos della Resistenza ed Aquos Elfin diviene il suo nuovo Bakugan guardiano. Quando Preyas viene liberato dalla Resistenza, torna ad essere il compagno di Marucho insieme ad Elfin. Per proteggerla dal re Zenoheld, Frosch affida l'energia Aquos ad Elfin, che si evolve. Successivamente, Marucho sostiene un combattimento contro Hydron e Shadow Prove. Elfin viene sconfitta e perde l'energia Aquos, che finisce nelle mani dei Vexos. Alla fine, è comunque Marukura a vincere grazie a Preyas. Costretto a nascondersi, insieme ai compagni, nella sua dimora per impedire ai Vexos di impadronirsi di tutte le energie attributo, Marucho crea l'Interspazio Bakugan, un luogo virtuale in cui i ragazzi possono combattere. Nella battaglia finale, Marukura combatte insieme ai suoi amici nello spazio per distruggere l'Arma Alternativa di Zenoheld. Nell'ultima scena, Marucho mostra Aquos Akwimos (uno dei dati fantasma che avevano attaccato l'Interspazio), il nuovo Bakugan che ha scelto come suo partner.
In Gundalian Invaders ha ultimato l'Interspazio Bakugan. È il numero tre di questo luogo virtuale. Il suo Bakugan guardiano è AkWimos (in originale Hopper (ホッパー?, Hoppā)), Bakugan di attributo Aquos e proviene da Neathia. Come Preyas, è spiritoso ed energico. Indossa occhialetti e attacca principalmente con getti d'acqua.
In Potenza Mechtanium, il suo guardiano Bakugan è Tristar (トリスター?, Torisutā), il Mechtogan Aquos Accelerak. Nella seconda parte ha un nuovo partner, Aquos Radizen (in originale Luga (ルーガ?)), che acquista la capacità di fondersi con Subterra Roxtor e di diventare, così, Aquos/Subterra Betakor. Il suo Mechtogan è Aquos Flytris.
È doppiato in originale da Ryo Hirohashi, mentre in italiano è doppiato da Serena Clerici.

#### Aquos Preyas
Apparso in Battle Brawlers, Preyas (Predator (プレデター?, Puredetā) nella versione originale) è il guardiano Bakugan di Marucho. Vivace e comico, è, secondo il ragazzino, il migliore amico per un bambino, ma a volte fa battute fuori luogo, innervosendo i compagni Bakugan. Per Preyas, invece, Marucho è una persona buona e altruista, degna di stima. Tra i due esiste un legame d'amicizia molto forte. Può cambiare la sua forma in modo da prendere le caratteristiche di tutti gli attributi e sa rendersi invisibile. Preyas si ritrova all'improvviso sulla Terra, e finisce sul camion che sta trasportando dei fiori nella nuova casa di Marucho che incontrerà personalmente mentre cerca di capire dove si trova, decidendo infine di diventare il suo partner sul campo di battaglia. Preyas viene però apparentemente spedito nella Dimensione del Destino da Klaus von Hertzen, e Marucho cadrà in una lunga depressione, causata dalla perdita dell'amico fino a quando non scoprirà che in realtà il suo compagno è stato assoggettato da Klaus. Costretto a combattere contro di lui, riesce a liberarlo dall'ipnosi grazia all'aiuto di Runo. Nella Dimensione del Destino, in cui il gruppo si è diretto per salvare Dan e Drago, Marucho e Preyas verranno messi alla prova da Frodo, il leggendario Bakugan Acquos, che creerà una copia di Marucho, contro la quale quest'ultimo dovrà combattere, facendogli ricordare il passato. Dopo che Marucho avrà regolato i conti contro i fantasmi del suo passato, Preyas si evolverà generando due alter ego: Preyas Diablo, di attributo Aquos e Pyrus, e Preyas Angelo, di attributo Aquos e Haos. Alla fine, i guardiani di Marucho aiutano Drago a sconfiggere Naga, per poi separarsi dal loro amico umano, tornando nel loro mondo per impedire che Vestronia si fonda con la Terra.
In New Vestronia, è stato trasformato in una statua di bronzo per far parte della collezione del principe Hydron come Bakugan Aquos più forte. Nell'episodio 26 viene liberato dalla Resistenza e torna a combattere con Marucho in qualità di suo primo guardiano Bakugan. Durante il resto della serie, Preyas, Marucho ed Elfin combatteranno fianco a fianco persino nello scontro finale contro Zenoheld, dalla quale usciranno vittoriosi.
È doppiato in originale da Eiji Miyashita, mentre in italiano è doppiato da Alessandro Zurla.

#### Aquos Elfin
Apparsa in New Vestronia, Elfin (エルフィン?, Erufin) è un Bakugan Aquos spiritoso e temerario ed è la guardiana di Marucho. A volte litiga con lui, ma lo considera un suo grande amico. Elfin può cambiare il suo attributo in Ventus e Darkus. Marucho la incontra quando giunge nella foresta dei Wontu, dei Bakugan Aquos protetti da Elfin, per cercare un partner con cui combattere. Incontra Elfin e le propone un'alleanza, ma il Bakugan non ha una buona impressione di lui, perciò, prima di accettare, decide di mettere alla prova la sua forza. Marucho non riesce a soddisfare le sue aspettative, ma Elfin combatte al suo fianco nello scontro con Mylene Farrow, che ha gettato via senza alcun rispetto i deboli Wontu catturati. Nel corso della sfida, Elfin ha modo di ammirare le capacità del giovane Marukura, così decide di diventare la sua partner. In seguito alla liberazione di Nuova Vestronia, Marucho torna sulla Terra, ed Elfin lo segue. Successivamente, grazie all'energia Aquos affidatale da Frosc (l'Antico Guerriero Aquos), evolverà in Minx Elfin (ミンクス・エルフィン?). Quando la Resistenza si rende conto di non poter rischiare la perdita delle energie degli attributi rimaste, si nasconde a casa di Marucho. Elfin, però, ha una lite con il suo umano e scappa. Ricongiuntasi con lui, si batte contro Mylene e Shadow, che vincono e si impadroniscono dell'energia dell'attributo Aquos. Alla fine, Elfin si separa da Marucho.
È doppiata in italiano da Donatella Fanfani.

#### Julie Makimoto
Apparsa in Battle Brawlers, Julie Makimoto (ジュリー ヘイワード?, Julie Makimoto) è una ragazza allegra e vivace. Ama giocare a Bakugan, il suo attributo è Subterra, e il suo Bakugan custode è Gorem. Julie ha una sorella maggiore di nome Daisy, che è la sua migliore amica e che l'aiuta con i suoi problemi fin da quando era una bambina. Julie è nata vicino alla valle Bakugan insieme al suo amico d'infanzia Billy Gilbert per cui prova qualcosa. Julie è l'ultima della squadra ad incontrare il suo guardiano Bakugan. Invidiando i compagni, che hanno un Bakugan parlante, va a cercarne uno nella Valle Bakugan, dove l'amico d'infanzia Billy ha trovato Cycloid. La ragazzina non riesce a trovare il suo alleato, ma finge a se stessa di stare bene e di non aver bisogno di nessuno. Solo quando ammette il suo disagio incontra Gorem, con cui instaura una grande amicizia.
In New Vestronia, Julie abita a casa di Runo, e da una mano nel bar dei genitori dell'amica. Makimoto stringe amicizia con Mira Fermin e le dà preziosi consigli sull'attributo Subterra. Julie è intenzionata a partire per Nuova Vestronia, ma ciò sembra impossibile. La ragazza apprende da Alice Gehabich che il Trasportatore Dimensionale è stato riparato, ma scopre di non poter andare a Nuova Vestronia, dato che la macchina può trasportare solo chi possiede un lanciatore. Qualche tempo dopo, la giovane Makimoto riceve un lanciatore da Mira, venuta sulla Terra per informare gli amici di un nuovo pericolo. Julie ha intenzione di recarsi al Palazzo Madre insieme alla Resistenza. Anche questa volta, però, è costretta a rimanere sulla Terra. Arrivato il momento della battaglia finale, Gorem decide di non combattere per non mettere a repentaglio la vita della sua combattente. Perciò, Julie resta insieme a Runo sulla Terra a "coprire le spalle" alla Resistenza, che si reca nello spazio.
In Gundalian Invaders, Julie si è trasferita a Bayview. Makimoto fa parte della squadra delle cheerleader della sua scuola e lavora come cameriera in un bar.
In Potenza Mechtanium, Julie fa la sua prima apparizione nell'episodio 27. È una reporter ed ha un assistente con telecamera di nome Felix. Con le sue notizie tiene aggiornato il mondo sugli eventi fra Bakugan ed esseri umani.
È doppiata in originale da Risa Mizuno, mentre in italiano è doppiata da Jenny De Cesarei.

#### Subterra Gorem
Apparso in Battle Brawlers, Subterra Gorem (ゴーレム?, Gōremu) è il guardiano Bakugan di Julie. Ha una personalità forte e pacata, ma è un avversario temibile. È molto pesante e le sue cellule sono molto forti. All'inizio della serie, Gorem sente la voce sincera di Julie, che ammette la solitudine dovuta all'assenza di un Bakugan speciale, le si mostra ed è subito grande amicizia. L'umana vede la vera forma del suo partner nello scontro con Billy Gilbert, che riuscirà a sconfiggere proprio grazie al suo nuovo amico. Nella Dimensione del Destino, Gorem affronta i Bakugan di una Dasy immaginaria (la ragazza è la sorella maggiore di Julie). In ultimo deve battersi con Clayf, il leggendario Soldato Subterra di Vestronia, che vuole mettere alla prova le capacità della giovane Makimoto. Quando questa supera il suo senso di rivalità con la sorella, Gorem si evolve in Hammer Gorem (durante l'evoluzione lascia il suo scudo per due martelli) e sconfigge Clayf. Alla fine, il Bakugan aiuta Drago a combattere contro Naga e a vincere la guerra. Arriva così il momento di tornare a Vestronia e separarsi dall'amica Julie.
In New Vestronia, essendo il Bakugan Subterra più forte di Vestronia, Gorem è stato catturato dai Vexos e trasformato in una statua di bronzo per far parte della collezione del principe Hydron. Dopo averlo liberato, la Resistenza lo riporta da Julie, sulla Terra, dove Gorem combatterà insieme al Cycloid di Billy una sfida amichevole contro Percival.
Nel doppiaggio originale è doppiato da Hiroki Yasumoto.

#### Alice Gehabich
Apparsa in Battle Brawlers, Alice Gehabich (アリス・ゲーハビッチ?, Arisu Gēhabicchi, pronuncia italiana "Eliss") è una ragazza 13 anni (14 nella versione giapponese della serie). Calma e pacifica, ma quando si tratta di salvare i suoi amici sa tirar fuori le unghie. È una stratega e non combatte spesso, ma aiuta i suoi amici con consigli molto validi. La sua amica più cara è Runo. Alice è di nazionalità russa, ed infatti il laboratorio del nonno si trova a Mosca.  All'inizio, Alice non conosce di persona gli altri Combattenti Bakugan, ma quando viene a sapere che il dottor Michael, suo nonno scomparso da tempo, è diventato Hal-G, si reca a Wardington, dove può incontrare i suoi compagni di squadra. Rimane ospite presso Runo e da una mano nel bar gestito dai genitori della ragazza, divenendo un'attrazione per i clienti. Nel corso della storia, si scopre che ella è il corpo che sostiene Masquerade sin dall'inizio ed è questo il motivo per cui il nemico conosceva le loro mosse sempre in anticipo. Alice inizia solo ora a ricordare le trasformazioni che avvenivano nel momento in cui indossava la maschera del suo alter ego, il quale, come Hal-G rivelerà, è nato quando una carica di energia negativa travolse il laboratorio di Michael, conferendo a nonno e nipote un'altra personalità. Alice viene perdonata dai suoi amici, ma sa che questi non potranno più fidarsi di lei, quindi decide di lasciarli e torna in Russia. Non dice nulla sulla storia di Masquerade, ma il ricordo del malvagio la perseguita e le impedisce di giocare ancora a Bakugan. Solo con l'aiuto di Klaus von Hertzen, che la sfida e la batte, riesce a superare il suo blocco e a tornare dai suoi amici. Masquerade, presto, dovrà scomparire e lascerà alla giovane il suo Alpha Hydranoid. Quando i Bakugan seguaci di Naga invadono la Terra, Alice combatte contro Rabeeder insieme a Christopher e Klaus, entrato dopo in battaglia. La ragazza non elimina l'avversaria, ma l'aiuta a ritrovare la sua natura buona. Terminata la sfida, Alice rivede suo nonno, che la induce a condurlo da Wavern, che potrà usare l'energia positiva del Nucleo dell'Infinito per liberarlo da Hal-G. La nipote si accorge presto che si tratta di una trappola per far avvicinare Naga a Wavern, ma ormai è troppo tardi. Alice non combatte insieme al suo Hydranoid nell'ultima battaglia, ma il Bakugan contribuisce a sconfiggere Naga. Scampato il pericolo, esso e la sua Combattente devono separarsi.
In New Vestronia, Alice rivede dopo tempo Runo e Julie, che la raggiungono in Russia per usufruire del Trasportatore Dimensionale di Michael e andare a Nuova Vestronia. La macchina permette a Runo di trasferirsi, ma al ritorno con lei, il Trasportatore Dimensionale porta anche Lync, un Vexos che rimarrà ospite presso Alice fin quando la macchina non verrà riparata completamente per ricondurlo a Nuova Vestronia. La giovane Gehabich sa che, tornato a casa, Lync costituirà una minaccia per i Bakugan, perciò, quando la riparazione viene completata, non gli dice nulla. Nonostante ciò, il malvagio viene informato che Apollonir (l'Antico Guerriero Pyrus) aprirà un solo portale per andare a Nuova Vestronia, e inganna Alice convincendola della sua redenzione affinché lo porti con sé dal Bakugan. Così, Lync attraversa il portale, che si richiude prima che la giovane Gehabich possa usufruirne per andare a Nuova Vestronia. Anche se il Trasportatore Dimensionale è ormai aggiustato, Alice deve rimanere sulla Terra, dato che la macchina può trasportare solo coloro che possiedono un lanciatore. Quando viene liberata Nuova Vestronia, Alice si ricongiunge con Hydradoid e nell'episodio 32, Alice combatte insieme a lui contro Shadow Prove, utilizzando il lanciatore donatole da Mira. Ad aiutare Gehabich interviene Chan Lee, ma nonostante la forza delle ragazze, il nemico ha la meglio. Prima della battaglia finale della Resistenza, Alice usa la Carta del Teletrasporto di Masquerade per trasferirsi a casa di Marucho; vi rimarrà insieme a Runo e a Julie fino alla fine della guerra.
In Potenza Mechtanium, nell'episodio 11 Marucho ricorda i bei tempi passati dei Combattenti Bakugan, e guarda delle foto; una di queste, lo ritrae insieme ad Alice.
È doppiata in originale da Mamiko Noto, mentre in italiano è doppiata da Marcella Silvestri.

#### Joe Brown
Apparso in Battle Brawlers, Joe Brown è il webmaster, ossia il fondatore del sito dedicato al gioco del Bakugan, che permette a tutti i combattenti di comunicare e di tenersi informati sulla loro posizione nella classifica mondiale. Il ragazzo, nel suo ruolo, può essere a conoscenza delle mosse di ogni giocatore, perciò i Combattenti Bakugan sospettano che sia una spia inviata da Masquerade, il quale sembra sapere in anticipo le azioni del gruppo. L'equivoco viene subito chiarito, e Joe entra a far parte della squadra dei Combattenti, anche se rimane sempre più distaccato rispetto agli altri membri ed ha un ruolo meno importante nella serie. Joe è cagionevole di salute, ma guarisce completamente grazie all'energia positiva del Nucleo dell'Infinito racchiuso nel corpo di Wavern. Questa diverrà il Bakugan custode del giovane.

#### Wavern
Apparsa in Battle Brawlers, Wavern è una Delta Dragonoid, come il fratello Naga, ovvero un Bakugan Bianco, cioè privo di attributo. Quando Naga ha assorbito il Nucleo del Silenzio, Wavern è stata risucchiata dal Nucleo dell'Infinito, assorbendolo nel suo corpo, ed è stata trascinata da esso sulla Terra. Non può muoversi da sola, altrimenti perderebbe il controllo del Nucleo. Dopo il suo sacrificio, passerà quest'ultimo a Drago per proteggerlo da Naga. Joe è il suo alleato umano.

#### Jake Vallory
Apparso in Gundalian Invaders, Jake Vallory (ジェイク・ヴァレリ?, Shieiku Barori) è un amico che Dan incontra quando si trasferisce a Bayview. Grazie a Kuso, Jake impara a conoscere i Bakugan. È un combattente Subterra alle prime armi. Nei combattimenti, combina la grande forza del suo guardiano Bakugan a tecniche di football. Il suo Bakugan guardiano è Coredem, Bakugan Subterra di Neathia e un possente golem robotizzato con cingoli sulle gambe. Dan porta Jake nell'Interspazio Bakugan, dove l'ultimo incontra Coredem, che sarà il suo partner virtuale. Il ragazzo scopre, poi, che la creatura è il clone di un Bakugan proveniente da Neathia. Volendo diventare un Combattente, Vallory segue degli allenamenti sotto la guida di Dan. In seguito alla sconfitta impartitagli da Mason Brown, si impegna per migliorare, e, ottenuta la rivincita, diventa ufficialmente un membro dei Combattenti Bakugan. Dopo aver incontrato l'originale Coredem, che si è sostituito alla copia, Vallory si reca con i suoi compagni a Neathia, dove riceve la nomina di Cavaliere del Castello.
È doppiato in originale da Shintarou Oohata, mentre in italiano è doppiato da Giorgio Bonino.

#### Fabia Sheen
Apparsa in Gundalian Invaders, Fabia Sheen (ファビア・シーン?, Fabia Shīn) è una ragazza di 16 anni e la sorella minore della regina di Neathia. Combattente Haos astuta e coraggiosa, Fabia è il membro Haos dei Combattenti Bakugan, ed il suo Bakugan guardiano è Aranaut, che le è molto fedele. Fabia giunge da Neathia nell'Interspazio Bakugan, con la speranza che qualcuno abbia trovato il suo messaggio di aiuto. Incontra per caso Dan Kuso, che la ragazza scopre essere il combattente numero uno dell'Interspazio; spera, perciò, che proprio lui abbia ricevuto il suo messaggio, ma non fa in tempo a parlargli che il giovane si allontana. Fabia lo raggiunge, ma si rende conto di essere arrivata troppo tardi: il Gundalian Ren Krawler ha già conquistato l'amicizia dei Combattenti Bakugan, ed ha raccontato loro che Neathia ha invaso Gundalia. Perciò, la Principessa viene scambiata per una nemica, e si ritrova a duellare contro Dan. Sconfitta, sente di non poter tornare a Neathia senza prima aver convinto Kuso a passare dalla sua parte e rivela ai Combattenti che Ren ha mentito, e che in realtà è stato Gundalia ad invadere Neathia. Così, Fabia prende il posto di Krawler nella squadra dei Combattenti Bakugan. La Principessa chiede ai Combattenti di andare con lei a Neathia, dove accetta di diventare un Cavaliere del Castello insieme ai suoi amici. Tornato Ren dai Combattenti Bakugan, Fabia diffida del nuovo compagno. Serena racconta il passato della sorella minore. Kazarina uccise Jin, il fidanzato di Fabia, e ne catturò il Guardiano, Aranaut, per sottoporlo ad esperimenti. La Principessa di Neathia lo raggiunse su Gundalia, per trarlo in salvo. Aranaut, a causa degli esperimenti condotti su di lui perse la memoria. Dan si reca nella stanza dell'amica per convincerla a dare fiducia a Ren, ma invano. La ragazza lancia una sfida a Krowler: se l'ultimo vincerà, resterà con i Combattenti, ma, se sarà lei ad ottenere la vittoria, il Gundalian dovrà lasciare il gruppo. Ren perde la battaglia, ma la Principessa, capito, durante il duello, che quello è sincero, gli permette di rimanere.
In Potenza Mechtanium, Fabia ha 17 anni, ed è divenuta Regina di Neathia.
È doppiata in originale da Haruhi Nanao, mentre in italiano è doppiata da Emanuela Pacotto.

#### Haos Aranaut
Haos Aranaut (アーナウト?, Ānauto) appare fugacemente in New Vestronia, ma in Gundalian Invaders diventa un personaggio principale. Bakugan Haos di Neathia, è il guardiano di Fabia Sheen. Le è molto fedele, e si rivolge a lei chiamandola "Principessa Fabia". Guerriero con armatura bianca robotizzata, la sua incredibile velocità lo rende imbattibile nel corpo a corpo. Dotato di abilità offensive, difensive, velocità e riflessi, può usufruire di un campo elettromagnetico. Essendo un Bakugan di Neathia, Aranaut ha anche la capacità di teletrasportarsi. Il Bakugan appare per la prima volta nella terza puntata, in una battaglia contro Drago, che vedrà Dan vincitore. Nell'episodio 26, la Regina Serena racconta il passato della sorella minore, motivo per cui la Principessa diffida di Ren Krawler. Aranaut era il Guardiano di Jin, fidanzato, quest'ultimo, di Fabia, ucciso da Kazarina. Dopo la morte del suo compagno, la creatura fu catturata dalla malvagia Gundalian, per essere sottoposto ad esperimenti. Salvato dalla Principessa di Neathia, divenne il Bakugan della stessa, privo di ogni ricordo sul suo precedente partner umano, causa gli esperimenti subiti da Kazarina. Aranaut rivela di rammentare ogni cosa, Jin, la morte di quest'ultimo, ma, di fronte ad una Fabia sofferente, ha preferito fingere il contrario.
In Potenza Mechtanium, Aranaut è il Guardiano Bakugan del Capitano Elright, al quale Fabia l'ha ceduto.

#### Rafe
Apparso in In Potenza Mechtanium, è il combattente Haos della squadra nella prima stagione, proveniente da Neathia.

#### Paige
Apparsa in In Potenza Mechtanium, è la combattente Subterra della squadra nella prima stagione, proveniente da Gundalia,

#### Gunz Lazar
Apparso in Potenza Mechtanium, è il combattente Haos e nemico-rivale numero uno di Dan. Il suo Bakugan, Haos Reptak, è stato preso da Dan dopo la scomparsa di Gunz. Una volta liberato dalla prigionia di Coredegon, vestirà i panni di Wiseman per vendicarsi di tutti con l'aiuto dei Nove. Viene eliminato da Dan.

#### Haos Reptak
Apparso in Potenza Mechtanium, è un Baku Sky Raider di attributo Haos, ed il guardiano Bakugan di Gunz Lazar. Dopo la scomparsa di quest'ultimo, Dan prende la creatura con sé. Quando Reptak si fonde con Pyrus Fusion Dragonoid, diventa Pyrus/Haos Aereoblitz, un Baku Sky Raider Combination.

### Resistenza dei Combattenti Bakugan

#### Mira Fermin
Apparsa in New Vestronia, Mira Fermin (ミラ・フェルミン?, Mira Ferumin) è la leader della Resistenza e la combattente Subterra della squadra. Mira è una Vestale, fondatrice e leader della Resistenza dei Combattenti Bakugan. Forte e calma è la figlia del professor Clay, lo scienziato al servizio di re Zenoheld. Dalla base della Resistenza, Mira vede Dan, arrivato a Nuova Vestronia, e lo raggiunge per portarlo al sicuro. Giunta la Resistenza ad Alpha Ville, Mira si allontana, e torna a casa per cercare indizi sul fratello scomparso Keith. Rivede, così, suo padre. La ragazza si trova, poi, a combattere contro il primo Bakugan meccanico progettato dal professor Clay. La creatura, però, non è ancora completamente pronta, e Mira riesce ad ottenere la vittoria. Dopo aver notato Spectra Phantom lanciare un Bakugan come faceva Keith, Fermin si occupa di invertire la potenza del Regolatore Dimensionale. Quando la Resistenza giunge a Gamma Ville, Mira, unitasi ai Vexos,  deve affrontare Dan ed Ace in una battaglia a quattro. Cerca segretamente di aiutare gli avversari e di perdere l'incontro, come Dan presto si accorge. Alla fine, sono Kuso e il compagno ad ottenere la vittoria. L'energia sprigionata durante la sfida sovraccarica il Regolatore Dimensionale che esplode, e Mira torna ad essere un membro della Resistenza dei Combattenti Bakugan. Presso il palazzo dei Vestali, dove si nasconde l'ultimo Regolatore Dimensionale, Mira si separa da una parte della Resistenza e si reca nella sala del trono per iberare i Bakugan trasformati in statue di bronzo. Fuggiti gli invasori da Nuova Vesteronia, Mira può tornare a Vestal. Qualche tempo dopo, Fermin giunge sulla Terra per informare gli amici della nuova minaccia di Zenoheld. Tornati sul loro pianeta, Mira e la Resistenza hanno informato il popolo dell'inganno della famiglia reale sul fatto che i Bakugan non fossero esseri intelligenti, facendo fuggire i Vexos. Per proteggerla da Zenoheld, Clayf, l'Antico Guerriero Subterra, affida l'energia attributo a Wilda, che si evolve, ma le viene sottratta dopo un combattimento con Mylene e Lync. Mira ritrova poi suo fratello, il quale si redime e si unisce alla Resistenza. La ragazza, però, pensa al padre, e cerca invano di convincerlo a passare dalla loro parte. Mira, insieme ai suoi amici, si reca nello spazio per distruggere l'Arma Alternativa di Zenoheld. Durante la battaglia, entra con il fratello all'interno dell'arma, intenta a parlare con il padre. Il professor Clay si convince a seguire i figli, ma la lotta della Resistenza provoca il crollo della macchina. Per salvare Mira, il genitore rimane bloccato dalle macerie. La ragazza non vuole abbandonarlo, ma Keith, consapevole che non c'è nulla da fare, la porta via, mentre Clay muore. Vinta la guerra, Mira si separa da Dan, e torna a Vestal.
In Potenza Mechtanium, Mira compare nell'episodio 27, nella seconda parte della serie, con Subterra Roxtor come guardiano Bakugan.
È doppiata in originale da Risa Yukino, mentre in italiano è doppiata da Loretta Di Pisa.

#### Subterra Wilda
Apparso in New Vestronia, Wilda (ウィルダ?, Uiruda) è un Bakugan di attributo Subterra, ed è il guardiano di Mira Ferman, nonché suo grande amico e confidente, e la appoggia in ogni sua scelta. Gigante di pietra poco abile ma incredibilmente forte e resistente, evolverà in Magma Wilda (マグマ・ウィルダ?, Maguma Uiruda) grazie all'energia Subterra affidatagli da Clayf (l'Antico Soldato Subterra), ma il Bakugan la perse quando Mira e Runo vengono sconfitte da Mylene Farrow e Lync.

#### Subterra Roxtor
Apparso in Potenza Mechtanium, è un Bakugan di attributo Subterra, ed il guardiano Bakugan di Mira. Acquista la capacità di fondersi con Aquos Radizen e diventare, così, Aquos/Subterra Betakor.

#### Ace Grit
Apparso in New Vestronia, Ace Grit (エース・グリッド?, Ēzu Gurito) vicecomandante della Resistenza e primo ad unirsi ad essa, è il combattente Darkus della squadra ed il suo Bakugan guardiano è Darkus Percival. Ragazzo di 16 anni serio e misterioso, anche scontroso, ha un approccio burrascoso con tutti gli umani che entrano a far parte della Resistenza. Ha una cotta per Mira. Ace partecipa con Shun Kazami al torneo che si svolge ad Alpha Ville, tentando di sovraccaricare con l'energia prodotta dalle sue sfide il Regolatore Dimensionale. I Combattenti Bakugan (questo è il nome della squadra) arrivano in finale contro Lync e Volt, e diventano i nuovi campioni di Nuova Vestronia. Per raggiungere Beta Ville, sembra che Ace possa contare solo sull'aiuto di Shun e Marucho, in quanto Mira e gli altri sono andati sulla Terra. Il giovane Grit è molto preoccupato per l'amica, dunque gli è facile cadere nella trappola di Shadow Prove, che imita la voce della ragazza e gli chiede aiuto. Seguendo questa voce, Ace si ritrova in un luogo sconosciuto, dove affronterà Mylene Farrow. Durante lo scontro, ricorda la prima volta che ha incontrato Mira. Questa, conoscendo il talento del ragazzo che, tuttavia, non partecipava mai ad un torneo, lo ha invitato ad unirsi alla Resistenza. Grit ha dovuto accettare la sua proposta di alleanza dopo aver perso una sfida con lei, e ha ricevuto Knight Percival. Il giovane viene sconfitto e intrappolato in una capsula ibernante insieme a Shun e Marucho. Fortunatamente, Spectra, che decide di esaudire il desiderio della sorella Mira, libera i tre e i loro Bakugan. Nella base sotterranea di Gamma Ville, Ace combatte insieme a Dan contro Mira (entrata momentaneamente a far parte dei Vexos) e Gus. Ottiene la vittoria, e l'ultimo Regolatore Dimensionale esplode a causa dell'energia accumulata dal combattimento. L'ultima tappa della Resistenza è il palazzo del principe Hydron, dove si nasconde un ultimo Regolatore. I ragazzi del movimento si dividono, ed Ace rimane con Baron e Dan, che si batte con Spectra. Esploso il quarto Regolatore Dimensionale, Ace può tornare a Vestal insieme a Mira e a Baron e svelare l'inganno della famiglia reale e dei Vexos. Dopo qualche tempo, Ace deve ritornare a combattere per proteggere dal re Zenoheld e dai Vexos l'energia dell'attributo Darkus, affidata al suo Percival (che si evolve) da Exedra, uno dei sei Antichi Guerrieri. Alla fine, la Resistenza si reca nello spazio per distruggere l'Arma Alternativa di Zenoheld. Con l'aiuto di Dan, Shun e Baron, la farà esplodere distruggendone il reattore. Vinta la guerra, il ragazzo torna a Vestal e si separa dagli amici terrestri.
In Potenza Mechtanium, Ace compare in una foto quando, nell'episodio 11, Marucho ricorda i bei giorni passati dei Combattenti Bakugan.
È doppiato in originale da Yasuaki Takumi, mentre in italiano è doppiato da Stefano Pozzi.

#### Darkus Percival
Apparso in New Vestronia, Darkus Percival (パーシバル?, Pâshibaru) è un Bakugan di attributo Darkus, è il guardiano di Ace. Cavaliere demoniaco con mantello e due teste sulle braccia, ha forte personalità e sicurezza, proprio come il suo umano. Il primo combattimento di Percival mostrato dalla serie è quello contro Drago. Percival è sicuro e superbo, ma la battaglia termina senza un vincitore, per cui la creatura ammette la forza del suo avversario e stringe amicizia con esso. A Beta Ville, durante la battaglia tra Percival ed Elico, Ace ricorda come ha incontrato il suo guardiano, che ha ricevuto da Mira Fermin quando è entrato a far parte della Resistenza dei Combattenti Bakugan. Poco tempo dopo la liberazione di Nuova Vestronia, gli Antichi Guerrieri affidano ai Bakugan della Resistenza le energie degli attributi, per proteggerle da Zenoheld. Percival riceve da Exedra (l'Antico Guerriero Darkus) l'energia Darkus, e si evolve in Darkus Midnight Percival (ミッドナイト・パーシバル?, Middo Naito Pâshibaru). Perde l'attributo al Palazzo Madre, quando, vittima del gioco scorretto dei Vexos, viene sconfitto dall'Aluze di Link e dall'Hades di Shadow.
È doppiato in italiano da Stefano Albertini.

#### Baron Letloy
Apparso in New Vestronia, Baron Letloy (バロン・リッチ?, Baron Ritchi) è il più giovane membro della Resistenza, ed è il combattente Haos della squadra ed il suo guardiano è Nemus. Ha un carattere allegro, estroverso, ed è un grande ammiratore di Dan e degli altri Combattenti Bakugan originali. Baron combatte insieme a Tigrerra contro Spectra Phantom, che, vincendo, si impadronisce del Bakugan. Successivamente, il giovane Letloy incontra Dan, nuovo membro della Resistenza. Il suo idolo comincia ad allenarlo, ma Baron, in seguito allo scontro con Spectra, ha perso la fiducia in se stesso. Nel combattimento contro Shadow, infatti, per paura di perderlo come Tigrerra, non fa scendere in campo Nemus, e utilizza altri Bakugan. Incoraggiato dallo stesso Nemus, Baron riesce, però, a superare il suo blocco. Permette, perciò, all'amico di combattere, e, alla fine, ottiene la vittoria. Ad Alpha Ville, Baron ha il compito di invertire la potenza del Regolatore Dimensionale. Cercando la macchina, si imbatte nei sorveglianti, che tiene impegnati per permettere a Dan di portare a termine la missione. A Gamma Ville, Baron combatte contro Volt, e ottiene la vittoria. Presso il palazzo dei Vestali il giovane Letloy si separa da una parte della Resistenza, restando con Dan ed Ace. Distrutto l'ultimo Regolatore, Baron può tornare a casa e giunti sul loro pianeta, Letloy e gli altri Vestali della Resistenza svelano al popolo l'inganno della famiglia reale e dei Vexos. Qualche tempo dopo, gli Antichi Guerrieri, per proteggere le energie degli attributi da Zenoheld, le affidano ai ragazzi della Resistenza. Baron riceve l'attributo Haos, che fa evolvere Nemus, ma lo perde quando viene sconfitto in combattimento da Hydron. Alla fine, Baron e compagni si recano nello Spazio per distruggere l'Arma Alternativa di Zenoheld. Con l'aiuto di Dan, Shun ed Ace, riuscirà a farla esplodere distruggendone il reattore. Baron torna infine a Vestal.
In Potenza Mechtanium, nell'episodio 11 compare in una fotografia, mentre Marucho ricorda i bei tempi passati dei Combattenti.
È doppiato in originale da Ryuichi Kubota, mentre in italiano è doppiato da Davide Garbolino.

#### Haos Nemus
Apparso in New Vestronia, Haos Nemus (シャーマン?, Shâman) è un Bakugan di attributo Haos, è il guardiano di Baron Letloy. Simile a un re Egizio con bastone e anelli dietro la schiena, evolverà grazie all'energia Haos affidatagli da Lars Lyon (l'Antico Guerriero Haos), divenendo Antico Nemus, un Bakugan capace di cambiare attributo. La serie mostra per la prima volta Nemus combattere contro Helios, nell'episodio 1. Nemus viene sconfitto e Baron, temendo di perderla, decide di non farla scendere in campo contro i Bakugan di Shadow Prove. Il ragazzo non crede in se stesso, ma Nemus si fida di lui e vorrebbe combattere. Inizialmente esso non rivela il suo stato d'animo, credendo di non avere diritto ad una decisione che solo il suo umano può prendere. Poi, grazie a Drago, capisce di avere la stessa importanza del suo compagno e riesce a confidarsi con lui. Le sue parole restituiscono fiducia a Baron, e Nemus scende finalmente in campo per ottenere la vittoria. Quando gli Antichi Guerrieri di Vestronia affidano ai Bakugan della Resistenza i loro attributi per proteggerli da Zenoheld, Nemus riceve l'energia Haos e si evolve in Saint Nemus. Riesce a custodirla fino alla sconfitta contro il Dryoid di Hydron.

## Antagonisti

### Dimensione del Destino

#### Masquerade
Apparso in Battle Brawlers, Masquerade (マスカレイド?, Masukareido) è l'alter ego malvagio di Alice e lavora per Naga. Quando una carica di energia negativa travolse il laboratorio del dottor Michael, oltre all'uomo, anche la giovane Gehabich assunse una personalità malefica. Masquerade è un combattente Darkus e si trova al primo posto nella classifica mondiale. All'inizio il suo guardiano Bakugan è Darkus Reaper, ma poi l'umano lo sacrifica spedendolo nella Dimensione del Destino a vantaggio di Darkus Hydranoid. Il giovane, grazie alla Carta del Destino, apre un varco conducente nella Dimensione del Destino, dove i Bakugan trovano la loro eliminazione; di essi si nutre Hydranoid per evolversi e cercare di diventare il Bakugan supremo. Invita Klaus, Chan Lee, Billy, Komba e Julio ad una riunione tra i dieci migliori giocatori per permettere a Naga di soggiogare i ragazzi, che diventano suoi servitori. Si reca poi nella Dimensione del Destino, dove ha intenzione di sfidare i Leggendari Soldati di Vestronia. Per ottenere ciò che desidera, però, deve superare una prova: battere un'Alice illusoria, creata da Exedra, il Leggendario Soldato Darkus. Masquerade riesce nell'impresa, quindi il suo Bakugan si evolve in Alpha Hydranoid. Verso la fine della serie, Masquerade viene sconfitto da Dan e Drago. Masquerade si redime, andando incontro al suo destino, per cui scompare; prima, però, lascia il suo Alpha Hydranoid ad Alice.
In New Vestronia, nell'episodio 32, Shadow Prove sfida Alice. La ragazza non combatte da quando ha appeso la maschera al chiodo, e ora l'immagine di Masquerade riaffiora nella sua mente.
È doppiato in originale da Souichiro Hoshi, mentre in italiano è doppiato da Simone D'Andrea e da Luca Sandri nell'episodio 32 di New Vestronia.

#### Darkus Hydranoid
Apparso in Battle Brawlers, Darkus Hydranoid (ヒュドラ?, Hyudora) è il guardiano Bakugan di Masquerade. All'inizio, Hydranoid risulta essere il Bakugan più potente. Esso, infatti, si nutre dei Bakugan spediti nella Dimensione del Destino per incrementare la sua forza. Per farlo evolvere, Masquerade si batte con i suoi vecchi alleati, passati dalla parte dei Combattenti. Durante il combattimento tra il malvagio e Klaus von Hertzen, Hydranoid si evolve in Dual Hydranoid, che possiede due teste e postura semi eretta. Nella Dimensione del Destino, dove Masquerade si è recato per trasformare la sua creatura nel Bakugan supremo, Hydranoid vince la battaglia contro Exedra, il leggendario Soldato Darkus, e si evolve in Alpha Hydranoid e guadagna ali e ha tre teste.. Prima di scomparire, Masquerade consegna Hydranoid ad Alice. È così che la creatura diventa il guardiano Bakugan della ragazza, con la quale instaura un'amicizia. Alla fine, però, deve lasciarla per tornare a Vestronia.
In New Vestronia, Hydranoid è stato trasformato in una statua di bronzo (essendo il Bakugan di attributo Darkus più forte, è stato catturato dai Vexos per far parte della collezione del principe Hydron). Tornerà in libertà grazie alla Resistenza dei Combattenti Bakugan, e si ricongiungerà ad Alice sulla Terra. Con lei combatte contro il suo "alter ego" meccanico, l'Hades di Shadow. Lotta in coppia con Fortezza, e alla fine i due vengono sconfitti.

#### Naga
Naga è un Delta Dragonoid. La sua caratteristica è di essere un Bakugan Bianco, cioè senza elemento. Ha assorbito il Nucleo del Silenzio e darà vita alla storia di Bakugan, dove avrà il ruolo di antagonista. Verrà sconfitto da Dan e Drago.

#### Hal-G/Dottor Michael
Hal-G è il malefico alter ego del dottor Michael, nonno di Alice, nonché il braccio destro di Naga. Famoso scienziato, ha scoperto il mondo dei Bakugan. Dopo la trasformazione in Hal-G, è scomparso. Viene eliminato dagli umani e dai Bakugan proprio a causa sua per essere stato ingannato e tradito dal dottor Michael dopo essersi liberato di Alice e la sconfitta di Naga.

### Vexos

#### Zenoheld
Re di Vestal fino a quando non è costretto alla fuga. È crudele e razzista verso i Bakugan che considera solo animali e macchine da combattimento oltre a essere assetato di potere e ritenere suo figlio Hydron un fallimento dimostrando di non avere a cuore nessuno nemmeno la sua stessa famiglia. Viene sconfitto da Dan e i suoi amici. Dopo la sconfitta tenterà di fuggire ma Hydron avendo compreso i suoi errori impedisce al padre la fuga bloccandolo all'interno del suo Bakugan che si era fuso insieme a lui con l'Arma Alternativa facendolo saltare in aria uccidendolo definitivamente mettendo così fine alla minaccia del folle monarca una volta per tutte.
Il suo Bakugan guardiano è Farbros, un Bakugan di attributo Pyrus. Drago meccanico, può combinarsi con altre componenti e diventare più grande; si unirà con l'Arma Alternativa nella battaglia finale.

#### Hydron
Apparso in New Vestronia, Hydron (ハイドロン?, Heydron) è il principe di Vestal fino a quando non è costretto alla fuga. Nella seconda parte della storia, diviene il comandante dei Vexos. Tiene al consenso del padre, il re Zenoheld, ma dopo essere stato torturato da lui, gli si ribella e ora l'intenzione del giovane è distruggere il padre, cosa che lo porta a combattere al fianco della Resistenza. Sarà lui ad impedire a Zenoheld di abbandonare la macchina distruttiva (devastata dalla Resistenza) in imminente esplosione, sacrificandosi. È un combattente Subterra. Il suo Bakugan guardiano è Dryoid, un Bakugan meccanico di attributo Subterra che ha l'aspetto di un guerriero ninja con spada laser.
È doppiato in originale da Soichiro Hoshi, mentre in italiano è doppiato da Marco Benedetti.

#### Spectra Phantom
Apparso in New Vestronia, Spectra Phantom (スペクトラ・ファントム?, Supekutora Fuantomu) è il leader di 19 anni dei Vexos, nonché il combattente più forte di Vestal. Usa Bakugan di attributo Pyrus. Assetato di potere, spietato e astuto, vuole avere il Bakugan supremo e cospira contro la famiglia reale per divenire il dominatore di Nuova Vestronia. Spectra tuttavia non ha la stessa visione razzista dei suoi compagni in quanto ritiene che usare un Bakugan meccanico sia inutile e desidera portare i suoi Bakugan a superare i loro limiti per renderli più forti non importandogli quale sia il prezzo da pagare per raggiungere il vero potere. Sfida Dan per conquistare Drago. Riuscito ad impossessarsene con la vittoria, lo rende una creatura malvagia e lo fa combattere in un altro scontro con Kuso, spingendolo oltre i suoi limiti. Sconfitto Spectra, Drago si salva dalla morte e ritorna da Dan. I Vexos e il principe Hydron decidono di farlo morire nell'esplosione del palazzo per tornare a Vestal e scaricare sul di lui la colpa del fallimento a Nuova Vestronia. Tradito, diventa un loro nemico. Continua a combattere contro la Resistenza, ma alla fine ne diviene membro e torna ad essere Keith Fermin (キース・フェルミン?, Kisu Ferumin), il fratello di Mira. Alla fine, la Resistenza programma l'ultimo attacco contro Zenoheld, ma Keith decide di anticipare i tempi e si reca da solo nello spazio per distruggere l'Arma Alternativa del nemico. In suo aiuto giunge Gus, che era scomparso dopo una sfida con Zenoheld, ma nulla il duo può contro una macchina così potente. Spectra si infiltra con Mira all'interno dell'Arma Alternativa per cercare il padre e tentare, per l'ultima volta, di portarlo dalla sua parte. Il professor Clay si convince a tornare dai figli, ma muore a causa di un crollo provocato dagli attacchi della Resistenza.
In Potenza Mechtanium, Spectra fa la sua prima apparizione nell'episodio 15. È l'ultimo ad unirsi alla squadra, ma ha un ruolo molto importante nella prima stagione della serie. È divenuto un combattente Darkus, il suo guardiano Bakugan è Infinity Helios, il Mechtogan, invece, Slynx.
È doppiato in originale da Yasuhiro Mamiya, mentre in italiano è doppiato da Maurizio Merluzzo.

#### Pyrus Helios
Apparso in New Vestronia, Pyrus Helios (ヘリオス?, Heriosu) è un Bakugan di attributo Pyrus, ed il guardiano di Spectra. È un Dragonoid nero con possenti ali e squame acuminate, e come il partner è assetato di potere e disposto a tutto pur di battere Drago o qualunque altro Bakugan. Combatte contro Tigrerra, e, dopo aver vinto, la cattura per il principe Hydron. Nell'episodio 6, incontra il Drago di Dan Kuso, che lo sconfigge in battaglia. I due saranno rivali per gran parte della serie. Helios desidera diventare sempre più potente, tant'è che, nella battaglia contro il Dragonoid sulla Terra, permette a Spectra di utilizzare su di lui il potere delle carte proibite, in grado di accrescere la potenza di un Bakugan, ma dannose per lo stesso. Questa sarà l'unica battaglia in cui Helios trionferà su Drago. Successivamente, chiede al suo umano di trasformarlo in un Bakugan cyborg, al fine di potenziarsi ulteriormente; si evolve così in Pyrus Cyborg Helios. Sperimenta la sua nuova forza scendendo in campo contro Wilda, che sconfigge facilmente. Presso il palazzo dei Vestali, Helios si scontra ancora con Drago. Durante il combattimento, si fonde con gli altri Bakugan di Spectra, trasformandosi in Maxus Helios. La battaglia si interrompe prima che si possa stabilire un vincitore. Al Palazzo Madre, Helios si trova a collaborare con il suo rivale, in quanto i loro umani hanno il comune obiettivo di impedire a Zenoheld di attivare il Sistema di Distruzione Bakugan. Helios, perciò, combatte insieme a Drago contro il nemico, utilizzando anche l'armatura da combattimento. Nonostante la sua grande potenza, perde la battaglia a causa di un gioco scorretto da parte dell'avversario. Collaborerà ancora con i Bakugan della Resistenza per distruggere il Sistema di Distruzione Bakugan. Arriva il momento dello scontro decisivo contro Drago. Helios viene sconfitto, e ammette la superiorità dell'avversario. È così che i due diventano alleati.
In Potenza Mechtanium, compare nell'episodio 15 e si è evoluto in Darkus Infinity Helios, cambiando il suo attributo da Pyrus a Darkus. Può diventare un BakuMutant: si evolve in Darkus/Pyrus Mutant Helios fondendosi con Pyrus Titanium Drago, e in Darkus/Ventus Mutant Helios unendosi a Ventus Taylean.

#### Gus Grav
Apparso in New Vestronia, Gus Grav (ガス・グラヴ グラヴ?, Gasu Gurabu) è il numero due dei Vexos e fedele servitore di Spectra e l'unico a conoscere le sue cospirazioni contro la famiglia reale tuttavia è leale al suo amico che considera il proprio maestro e farebbe di tutto per lui poiché ritiene che le sue azioni siano fatte per un fine giusto. Gus inoltre come Volt e Spectra non ha la stessa visione razzista dei suoi compagni infatti ha sempre trattato con rispetto i suoi compagni Bakugan. Utilizza Bakugan di attributo Subterra. Il suo Bakugan guardiano è Premo Vulcan, gigante rivestito di un'imponente armatura robotica, che verrà fatto evolvere da Gus in Rex Vulcan. Quando la Resistenza distrugge tutti i Regolatori Dimensionali, i nemici, avendo perso la battaglia, decidono di tornare sul loro pianeta, lasciando morire Gus e Spectra nell'esplosione programmata del palazzo vestale per attribuire all'ultimo la colpa del fallimento. Il giovane Grav, però, riesce a salvare sé e il suo maestro. Successivamente, Gus sfida Zenoheld ad un combattimento Bakugan per vendicare Spectra, diffamato dai suoi vecchi alleati. Sconfitto, Grav scompare, lasciando credere sia morto. Poi, però, si scopre che il ragazzo è stato imprigionato da Zenoheld. Quando Spectra (alleatosi con la Resistenza) giunge nella base dei malvagi per distruggere l'Arma Alternativa, Gus avverte la sua presenza. Istiga, perciò, Hydron (rinchiuso anch'egli dal padre) al combattimento, in modo che entrambi possano liberare i loro Bakugan dalla forma sfera e, quindi, uscire. Riunitosi al suo maestro, il giovane Grav lotta insieme a lui, alla Resistenza e ad Hydron (schieratosi dalla loro parte) contro Zenoheld, che alla fine viene sconfitto.
In Potenza Mechtanium, Gus compare nell'episodio 25.
È doppiato in originale da Yuki Kaji, mentre in italiano è doppiato da Ruggero Andreozzi.

#### Mylene Farrow
Apparsa in New Vestronia, Mylene Farrow (ミレーヌファラオーン?, Mirēnu Parō) è la combattente Aquos dei Vexos, di cui diventa leader dopo la morte presunta di Spectra, da lei voluta. È spietata e bramosa di potere oltre a essere razzista nei confronti dei Bakugan che vede come animali da schiavizzare piuttosto che esseri dotati di sentimenti capaci di amare e difendere i propri padroni. Nonostante Mylene esegua gli ordini di re Zenoheld, combatte unicamente per se stessa, la sola persona di cui si fidi. Lo dichiara quando, insieme a Shadow Prove, si batte contro Keith (la vera identità di Spectra) e Mira nel mondo degli umani. Vi si è recata accompagnata dal suo alleato per recuperare la copia dei dati riservati sulla macchina di distruzione del professor Clay, finita nelle mani dei Combattenti. Dopo essere stati imbrogliati da Keith e Mira vengono imprigionati nell'Interspazio Bakugan e Mira e Keith offrono ai 2 la possibilità di unirsi alla squadra allora Mylene e Shadow offrono loro una scommessa se vinceranno contro di loro si uniranno alla squadra. Mira e Keith accettano e danno inizio alla battaglia contro Mylene e Shadow. Dopo un duro scontro Mylene e Shadow vengono sconfitti, i loro Bakugan meccanici distrutti, ma Mylene per orgoglio non volendo accettare la sconfitta apre un varco conducente all'Altra Dimensione per spedirvi gli avversari. L'Intersapazio, però, crea delle complicazioni, per cui tutti e quattro i presenti rischiano di venire risucchiati dal varco. Mylene rifiuta l'aiuto di Keith e Mira, e finisce nell'Altra Dimensione insieme a Shadow, che la segue. Il suo Bakugan guardiano è Elico, un Bakugan di attributo Aquos. Guerriero acquatico dotato di varie code e possenti artigli, è capace di cambiare attributo. Dopo essere stato abbandonato da Mylene, Spectra e Gus se ne impadroniscono per farlo evolvere artificialmente in Acquablast Elico, un Bakugan più corazzato. Si sacrifica per Gus nello scontro tra questo e Zenoheld. Dopo aver abbandonato Elico, il suo Bakugan guardiano diventa Macubass, un Bakugan meccanico di attributo Aquos. Può combattere in volo, sulla terra e in acqua.
È doppiata in originale da Fuko Saito, mentre in italiano è doppiata da Lorella De Luca.

#### Lync Volan
Il combattente Ventus dei Vexos. È vanitoso e sicuro di sé affermando che è leale solo verso se stesso. Tuttavia si lega ad Alice dopo essere rimasto del tempo con lei sulla Terra essendo l'unica ad essere stata gentile verso di lui e per aver saputo tenergli testa col suo carattere e rimastone colpito s'innamora di lei. Lync per proteggere la ragazza tradisce i Vexos, e crea una copia dei dati riguardanti l'arma di distruzione del professor Clay volendo successivamente vivere sulla Terra con Alice ritenendo che è quel mondo meraviglioso la sua nuova casa. Per impedirgli di consegnarla alla Resistenza, Hydron lo sfida e, dopo averlo battuto, spedisce anche lui nell'Altra Dimensione. Ma alla fine il suo sacrificio non sarà vano poiché riuscirà segretamente prima di finire risucchiato nell'Altra Dimensione a nascondere la chiavetta con i dati dell'arma alternativa in un guanto che farà trovare ad Alice riuscendo ad avvisarla in tempo del pericolo che grava sia la Terra che Vestal e il resto dell'universo riuscendo a farsi perdonare da Alice per i suoi errori. Il suo primo Bakugan guardiano è Altair, di attributo Ventus e primo Bakugan meccanico creato dal professor Clay. Ha l'aspetto di una viverna con eliche al posto delle ali. Il suo secondo Bakugan guardiano è Aluze, Bakugan meccanico di attributo Ventus, simile al precedente ma con modifiche jet e ali flessibili.

#### Shadow Prove
Il combattente Darkus dei Vexos. È infantile e si diverte in ogni occasione. Va spesso in missione con Mylene. Si rivela uno psicopatico arrivando ad essere disposto ad accettare armi di distruzione di massa che ucciderebbero qualunque forma di vita arrivando alla fine ad accettare di finire in un'Altra Dimensione trascinando con sé Mylene.
Il suo primo Bakugan guardiano è Hades, un Bakugan di attributo Darkus e versione meccanica di Alfa Hydranoid, grigio metallo e con cannoni sul petto, che viene distrutta dall'originale.
Il suo secondo Bakugan guardiano è Mac Spider, un Bakugan meccanico di attributo Darkus. Ha l'aspetto di un ragno ed attacca il nemico dall'alto.

#### Volt Luster
Il combattente Haos dei Vexos. È serio e calmo. A differenza dei suoi compagni, dimostra di essere molto legato al suo Bakugan guardiano Brontes. Si rivela alla fine buono perché non condivide per niente le idee razziste e genocide di Re Zenoheld. Quando i Vexos cominciano a sciogliersi. Volt è il primo ad andarsene, e Hydron deve punirlo. Il principe viene sconfitto in combattimento, ma non accetta di aver perso contro un suo sottoposto, così lo elimina, spedendolo nell'Altra Dimensione. Brontes è un Bakugan di attributo Haos. Combinazione tra un clown e una marionetta, può usare oltre alle abilità Haos anche quelle Darkus. Dopo essere stato abbandonato da Mylene, Spectra e Gus se ne impadroniscono per farlo evolvere artificialmente in Mega Brontes, un Bakugan con quattro braccia. Boriates è un Bakugan meccanico di attributo Haos, guardiano di Volt dopo che Mylene ha gettato via Brontes. Ha l'aspetto di un minotauro con le armi nascoste.

### Dodici Ordini

#### Barodius/Mag Mel
Apparso in Gundalian Invaders, Barodius (バリオディウス?, Bariodeiusu) è l'imperatore di Gundalia e capo dei Dodici Ordini. Letale combattente Darkus e abile stratega, è in grado di condurre più battaglie contemporaneamente. Il suo obiettivo finale è impossessarsi del codice DNA segreto dei Bakugan per creare il combattente supremo, anche a costo di sacrificare i suoi sottoposti. Scende in campo per la prima volta nell'episodio 14: intento a rubare il Globo Sacro di Neathia, combatte contro Dan Kuso e il suo Drago, che racchiude l'elemento nel suo corpo. La battaglia viene interrotta da una luce misteriosa del Globo Sacro. Alla fine viene sconfitto da Dan, dopo aver eliminato tutti i suoi scagnozzi.
In Potenza Mechtanium, appare sotto l'alias di Mag Mel, misterioso antagonista della prima stagione. Il suo Bakugan è Darkus Razenoid l'alter ego di Dharak, nonché Phantom Dharak mutato dall'energia del Codice Eva di Neathia. Mag Mel muore insieme a Razenoid nello scontro con Dan.

#### Dharak
Bakugan Darkus di Gundalia, è il guardiano di Barodius. Drago viola scuro che cammina su quattro zampe, evolverà in Phantom Dharak, una creatura eretta su due zampe dopo aver rubato il DNA di Drago. Diventerà Dharak Colossus fondendosi con due armature di combattimento (Riptor e Smashtor) e una base (Exokor), che unite diventano un gigantesco scorpione meccanico.

#### Kazarina
Apparsa in Gundalian Invaders, è una combattente Haos e capo del laboratorio ricerche biologiche sui Bakugan, ha svelato diversi misteri sull'evoluzione di questi ultimi. Si racconta faccia esperimenti crudeli sul potenziamento Bakugan.
Il suo Bakugan guardiano è Lumagrowl, Bakugan Haos di Gundalia. Ha l'aspetto di una volpe bianca con varie code.

#### Nurzak
Apparso in Gundalian Invaders, è il membro più anziano dei Dodici Ordini e combattente Subterra, grazie alla sua intelligenza è un ottimo stratega. Durante la storia sarà il primo a ribellarsi a Barodius, convinto che il padre di questo avesse ragione a temere il Globo Sacro. Scoperte le intenzioni del suo sottoposto, Barodius ingaggia un combattimento contro di lui e Nurzak viene distrutto.
Il suo Bakugan guardiano è Sabator, Bakugan Subterra di Gundalia. Ha l'aspetto di un Minotauro con possenti artigli e seghe circolari sparse per il corpo (ad esempio sui polsi e sulla coda).

#### Gill
Apparso in Gundalian Invaders, è la guardia del corpo dell'imperatore che considera come un fratello e a cui obbedisce indipendentemente dal tipo di ordine. Usa Bakugan di attributo Pyrus.
Il suo Bakugan guardiano è Krakix, Bakugan Pyrus di Gundalia. Ha l'aspetto di un cavaliere scarlatto.

#### Airzel
Apparso in Gundalian Invaders, è un combattente Ventus e spia al servizio dell'imperatore.
Il suo Bakugan guardiano è Strikeflier, Bakugan Ventus di Gundalia. Ha l'aspetto di un demone giapponese con lunghi capelli e ali.

#### Stoica
Apparso in Gundalian Invaders, è un combattente Aquos e membro più giovane dei Dodici Ordini. Ha una doppia personalità, una angelica e divertente e una demoniaca e crudele.
Il suo Bakugan guardiano è Lythirus, Bakugan Aquos di Gundalia. È un incrocio tra un rettile e un insetto con chele.

### Squadra di Ren

#### Ren Krawler
Apparso nell'episodio finale di New Vestronia, Ren Krawler (レン・クロウラー?, Ren Kuroura) diventa un personaggio ricorrente in Gundalian Invaders. è un giovane Gundalian di 16 anni, e come tutti i suoi simili sa assumere anche sembianze umane. Ultimo discendente dei custodi dei Bakugan proibiti, diventa, ancora bambino, il sorvegliante di Darkus Linehalt, la creatura che sarà il suo guardiano. È un combattente Darkus e capo della squadra. Dopo la morte di Sid capisce che sta prendendo la strada sbagliata e diventa il combattente Darkus della squadra di Dan. Il suo Bakugan è Linehalt, detentore del potere proibito.
In Potenza Mechtanium, Mag Mel arriva a Gundalia, e con il suo esercito di Bakugan Chaos inizia a seminare il terrore. Ren, che ha inviato Rafe in sostegno dei Combattenti nell'Interspazio Bakugan, è ora a capo dell'esercito di Gundalia e, assieme ai suoi ex compagni dei 12 Ordini Minori, cerca di respingere l'invasione con l'aiuto di Dan e i suoi amici terrestri. Grazie alla collaborazione, l'esercito di Mag Mel è costretto alla ritirata.
È doppiato in originale da Hirofumi Nojima e in italiano da Massimo Di Benedetto.

#### Sid Arkail
Apparso in Gundalian Invaders, è il combattente Pyrus della squadra, molto forte e leggermente presuntuoso, durante la storia sarà il primo della squadra ad essere punito per il suo fallimento ed è anche l'unico a morire definitivamente nella serie (anche se di sua volontà). Il suo Bakugan è Rubanoid.

#### Lena Isis
Apparsa in Gundalian Invaders, è la combattente Aquos della squadra, è la più intelligente del gruppo e a detta di Gill non tollera l'arroganza. Il suo Bakugan è Fosfos.

#### Mason Brown
Apparso in Gundalian Invaders, è il combattente Subterra della squadra, si unirà al gruppo di Dan per attaccare Gundalia. Il suo Bakugan è Avior.

#### Jesse Glenn
Apparso in Gundalian Invaders, è il combattente Ventus della squadra, amante del dramma, porta sempre un libro nel quale nasconde le sue carte. Il suo Bakugan è Plitheon.

#### Zenet Surrow
Apparsa in Gundalian Invaders, è la combattente Haos della squadra, e un'abile trasformista. Il suo Bakugan è Contestir,anch'esso in grado di tramutare il suo aspetto.

### Team Anubias

#### Anubias
Apparso in Potenza Mechtanium, è il leader del Team Anubias ed un Gundalian al servizio di Mag Mel. È un combattente Darkus e il suo Bakugan è Darkus Horridian, un Bakugan che assomiglia a un cane a tre teste. Inoltre possiede Pyrus Volcano e Aquos Crackenoid.

#### Jack
Apparso in Potenza Mechtanium, è un membro del Team Anubias. Prima della morte di Anubias, il suo guardiano Bakugan è Aquos Crackenoid.

### Team Sellon

#### Sellon
Apparsa in Potenza Mechtanium, è la leader del Team Sellon, che combatte con grazia, ed è una Neathian al servizio di Mag Mel. Il suo guardiano Bakugan è Ventus Spyron, un Bakugan rassomigliante un'aquila/divinità egizia.

#### Soon
Apparsa in Potenza Mechtanium, è un membro del Team Sellon. Dopo la morte di Sellon, si dispera; è intenzionata a smettere di combattere, ma Chris le fa capire che deve continuare a lottare fino a quando Mag Mel non sarà eliminato. Il suo guardiano Bakugan rimane Haos Croll fino alla morte di Sellon.

#### Chris
Apparso in Potenza Mechtanium, è un membro del Team Sellon. Inizialmente sembra avere una doppia personalità (rabbia interiore di Chris), poi si rivelerà essere una persona simpatica e amica di Sun.

### I Nove
Apparsi in Potenza Mechtanium, I Nove sono un gruppo di Bakugan che sono stati relegati nella Dimensione dei Condannati da Dragonoid Originale.
Kaiser Darkus: è il leader dei Nove e creatore di Mechtavius Distruttore. Viene eliminato da Coredegon.
Spatterix Pyrus: combinato con Stronk diventa Scorptak.
Stronk Subterra: combinato con Spatterix diventa Scorptak.
Worton Ventus: combinato con Balista diventa Volkaos.
Balista Aquos: combinato con Worton diventa Volkaos.
Tremblar Haos: può dividere il suo corpo in due parti indipendenti.
Betadron Darkus: combinato con Kodokor e Mutabrid diventa Gliderak.
Kodokor Darkus: combinato con Betadron e Mutabrid diventa Gliderak.
Mutabrid Darkus: combinato con Betadron e Kodokor diventa Gliderak.

### Wiseman
Apparso in Potenza Mechtanium, è un combattente mascherato. All'inizio si scopre che sotto la maschera c'è Gunz Lazar, ma in realtà è il Mechtogan Coredegon: dopo la sua prima sconfitta con Dragonoid Distruttore, Coredegon trasferisce la sua essenza in Gunz per poi rapirlo e usarlo per farne una replica umana. Il suo scopo è richiamare gli altri Mechtogan sfruttando il potere dei Nove, ma viene sempre fermato dai combattenti. Una volta svelata la sua identità abbandona la maschera che verrà riutilizzata da Gunz. Viene ingannato e ucciso da Drago.

### Mechtavius Distruttore
Darkus Coredegon:
Aquos Mandibor:
Haos Exostriker:
Pyrus Slycerak:

## Personaggi secondari

### Alleati

#### Klaus von Hertzen
Apparso in Battle Brawlers, Klaus von Hertzen (クラウス・フォン・ヘルゼン?, Kurausu Fon Heruzen) è un ricco combattente Aquos di nazionalità tedesca, discendente della nobiltà tedesca. Subisce l'influenza negativa di Naga e inizia a lavorare per Masquerade. Affascinato dal Preyas di Marucho, Klaus attira il ragazzino e gli altri Combattenti, fingendo di avere informazioni sull'ambito Nucleo dell'Infinito. Quando il gruppo giunge nella dimora di von Hertzen in Germania, scopre l'inganno del giovane. Klaus combatte contro Marucho, mettendo in campo la Carta del Destino (ricevuta da Masquerade), che spedisce i Bakugan sconfitti dell'avversario nella Dimensione del Destino, dove trovano la loro eliminazione. Durante il duello, Preyas finisce apparentemente nel luogo di non ritorno e, alla fine, è Klaus ad ottenere la vittoria. Successivamente, il ragazzo combatte ancora contro Marucho, che scopre che il suo Bakugan non è perduto, bensì controllato dall'avversario, suo nuovo padrone. Questa volta, Klaus viene sconfitto e, rendendosi conto dei suoi errori, restituisce Preyas a Marucho e rompe l'alleanza con Masquerade. Questo, però, si vendica, sfida il giovane von Hertzen, lo batte, e spedisce Sirenoid nella Dimensione del Destino. Il Bakugan ritornerà grazie ai Combattenti. Successivamente, Klaus riceve la visita di Alice Gehabich, che gli rivela di essere la vera identità di Masquerade. Vedendola in crisi per il male che ha causato, von Hertzen cerca di aiutarla sfidandola ad un combattimento. Con la battaglia (vinta da Klaus), il ragazzo riesce nell'intento e Alice supera il suo blocco. Alla fine, i Bakugan seguaci di Naga invadono la Terra e Klaus combatte per difenderla. Interviene anche in aiuto di Alice e Christopher, impegnati in una dura battaglia. Era il secondo giocatore più potente. Il suo Bakugan è Aquos Sirenoid, un Bakugan-sirena Aquos. Lei è molto bella e attira tutti i Bakugan in una trappola. L'abilità è "Onda insistente" e con il suo scettro-arpa crea un vortice d'acqua.
In New Vestronia, Klaus torna nell'episodio 29 della serie. Si trova nella sua dimora a Vestal, quando nota Ace Grit, impegnato in un duro combattimento Bakugan. Interviene in suo aiuto e, insieme a lui, ottiene la vittoria. Racconta com'è giunto a Vestal. Da tempo sovvenziona le ricerche del dottor Michael e questa collaborazione gli ha permesso di partecipare ai test del Trasportatore Dimensionale. Si è recato, dunque, prima a Nuova Vestronia per ricongiungersi a Sirenoid, poi a Vestal, dove ora risiede e lavora come impresario immobiliare. Poi, aiuta Ace e Baron a mettersi in contatto con gli altri Combattenti sulla Terra, i quali lo raggiungono nella sua dimora. In seguito all'agguato di Shadow, La Resistenza deve tornare nel mondo degli umani per impedire ai Vexos di attaccare di nuovo, ma il Trasportatore Dimensionale è fuori uso. Fortunatamente, Klaus ne possiede un altro e i suoi amici possono raggiungere la Terra. Von Hertzen si tiene in contatto con loro, e li copre le spalle da Vestal.
È doppiato in italiano da Renato Novara.

#### Chan Lee
Apparsa in Battle Brawlers, Chan Lee (チャン・リー?, Chan Rī) è una combattente Pyrus di origine asiatica, esperta di arti marziali. Anche Chan Lee subisce l'influenza negativa di Naga, per cui inizia a lavorare per Masquerade. Dopo essere stata sconfitta per la seconda volta da Dan, si redime e passa dalla parte dei Combattenti Bakugan. Alla fine, quando i seguaci del perfido Naga invadono la Terra, Chan Lee si batte per difendere il suo mondo, e successivamente lotta contro lo stesso Naga per proteggere Wavern. Chan Lee ha una relazione con Joe. Era il terzo giocatore più potente. Il suo Bakugan è Pyrus Fortezza, un Bakugan-guerriero Pyrus che ha la particolarità di avere quattro braccia e quattro facce. Ogni faccia rappresenta una delle altre tre personalità oltre alla normale. Le personalità sono gioia, tristezza, rabbia. Quando Chan Lee usa l'abilità "Volto di rabbia", Fortress attacca creando una sfera di fuoco con le spade.
In New Vestronia, Chan Lee compare nell'episodio 32, quando corre in aiuto di Alice Gehabich, affiancandola nella battaglia contro Shadow Prove, la quale termina con una sconfitta da parte delle ragazze.
È doppiata in italiano da Debora Magnaghi in Battle Brawlers, e da Gea Riva in New Vestronia.

#### Julio Santana
È un combattente Haos. Era il quarto giocatore più potente e viene influenzato da Naga, ma si redime insieme a Klaus e Chan Lee.
Il suo Bakugan è Haos Tentaclear, un Bakugan-occhio fluttuante Haos. La sua abilità è "Accumulatore energetico" con cui assorbe la potenza degli altri Bakugan.

#### Billy Gilbert
Apparso in Battle Brawlers, Billy Gilbert (ビリー・ギルバート?, Birî Girubâto) è un amico d'infanzia di Julie, di cui diventa il fidanzato. Di origine australiana, usa Bakugan Subterra. Dopo aver subito l'influenza negativa di Naga, comincia a lavorare per Masquerade, ma si redime grazie a Julie e diviene un alleato dei Combattenti Bakugan. Alla fine, quando la Terra viene invasa dai Bakugan seguaci del perfido Naga, Billy combatte insieme a Julie contro Tricloid, aiutando questa a ritrovare la sua natura buona. Al termine dello scontro, i due amici decidono di fare coppia fissa. Insieme si recano a Wardinghton per aiutare Dan e Runo nella battaglia contro Druman e Centorrior, altri due Bakugan al servizio di Naga, e li sconfiggono. Era il decimo giocatore più potente. Il suo Bakugan è Subterra Cycloid, un Bakugan-ciclope Subterra che impugna una mazza. Quando egli attiva l'abilità "Il gigante", Cycloid attacca con una potenza devastante.
In New Vestronia, Billy sta girando il mondo per diventare più forte, dunque non passa molto tempo con Julie. La rivede quando, per farle una sorpresa, va a trovarla a casa di Marucho, dove la ragazza si è rifugiata momentaneamente insieme alla Resistenza. Con lei combatte contro Ace per collaudare l'Interspazio Bakugan, e viene sconfitto. In seguito, scopre che Mylene e Shadow lo hanno seguito a casa di Marucho, trovando il nascondiglio della Resistenza. I ragazzi del movimento pensano, perciò, di attaccare a sorpresa i Vexos nella loro base spaziale, e a condurveli sarà Spectra. Quest'ultimo fa salire a bordo della sua astronave solo coloro che hanno ricevuto le energie degli attributi dagli Antichi Guerrieri (quindi Dan, Shun, Marucho, Mira, Ace e Baron), lasciando Billy a terra.
È doppiato in italiano da Federico Zanandrea.

#### Komba O'Charlie
Apparso in Battle Brawlers, Komba O'Charlie (コンバ?, Konba) è un allegro ragazzino di 11 anni nato a Nairobi. Quinto giocatore più potente. viene influenzato da Naga, ma si redime dopo uno scontro con Shun, di cui diventa ammiratore. Quando i Bakugan seguaci di Naga invadono la Terra, Komba combatte per salvarla, e insieme a Shun e Julio sconfigge Hairadee. Poi, collabora con Runo, Julie, Billy e Julio per battere Druman e Centorrior. È un combattente Ventus. Il suo Bakugan è Ventus Harpus, un Bakugan-arpia Ventus molto irritante e nonostante sia piccola fa il bullo con gli altri Bakugan. Con essa, il giovane litiga spesso, anche se in realtà la considera una grande amica La sua abilità è "Tempesta di piume" con cui lancia penne-lama. Komba è doppiato in originale da Marina Inoue, mentre in italiano è doppiato da Monica Bonetto.

#### Pyrus Apollonir
Leggendario Soldato Pyrus che si sacrificò per salvare Vestronia. Nella Dimensione del Destino, mette alla prova Dan con un combattimento per scoprire se il ragazzo è abbastanza forte da sconfiggere Naga. Drago deve affrontare dei Pyrus Dragonoid, tra cui lo stesso Apollonir, che alla fine scende in campo personalmente, per poi essere battuto.

#### Ventus Oberus
Leggendario Soldato Ventus che si sacrificò per salvare Vestronia. Nella Dimensione del Destino, mette alla prova Shun, che deve dimostrare di essere abbastanza forte da sconfiggere Naga. Oberus lo fa combattere contro un'illusoria Shiori (la madre del ragazzo) bambina, che usa Bakugan di attributo Ventus, e alla fine scende personalmente in campo. Viene sconfitta da Tempesta Skyress.

#### Haos Lars Lion
Leggendario Soldato Haos che si sacrificò per salvare Vestronia. Nella Dimensione del Destino, mette alla prova Runo con un combattimento per scoprire se la ragazza è abbastanza forte da sconfiggere Naga. Lars Lion deve liberare la giovane dalla sua testardaggine. Alla fine viene battuta da Blade Tigrerra.

#### Aquos Frosch
Leggendario Soldato Aquos che si sacrificò per salvare Vestronia. Nella Dimensione del Destino, mette alla prova Marucho per scoprire se il ragazzo è abbastanza forte da sconfiggere Naga. Lo fa combattere con il Marucho del passato, che usa Bakugan di attributo Aquos, e alla fine scende personalmente in campo, in cui verrà sconfitto da Preyas, Angelo e Diablo.

#### Subterra Clayf
Leggendario Soldato Subterra che si sacrificò per salvare Vestronia. Nella Dimensione del Destino, mette alla prova Julie per verificare se la ragazza è abbastanza forte da sconfiggere Naga. L'umana deve battersi contro un'illusoria Daisy, sua sorella maggiore, che alla fine fa scendere in campo lo stesso Clayf. Questo viene battuto da Hammer Gorem.

#### Darkus Exedra
Leggendario Soldato Darkus che si sacrificò per salvare Vestronia. Si batte con Masquerade quando questo giunge nella Dimensione del Destino per affrontare le leggendarie creature e far evolvere, così, il suo Dual Hydranoid. Viene sconfitto.

#### Christopher
Un bambino che stringe amicizia con Alice quando questa gli insegna alcune tattiche per vincere un combattimento Bakugan. Dalla ragazza apprende anche che la cosa più importante è avere fiducia nelle proprie capacità. Nel corso di una sfida, Christopher dimostra di crederci, e così riesce a sentire la voce del suo guardiano, Juggernoid. Alla fine, aiuterà Alice a combattere contro Rabbeder per salvare la Terra. In battaglia usa l'attributo Aquos.

### Familiari degli eroi

#### Miyoko Kuso e Shinjiro Kuso
Miyoko è la madre di Dan. Pratica lo yoga, seguendo le lezioni in televisione. All'inizio crede che il Bakugan sia solo un gioco, ma poi, a causa di alcuni comportamenti del figlio, intuisce che è qualcosa di più. Al suo compleanno, riceve da Dan un portachiavi in regalo. Nello stesso giorno, il ragazzo finisce nella Dimensione del Destino. Non vedendolo tornare a casa, Miyoko si preoccupa. Capisce che la scomparsa di Dan ha a che vedere con il Bakugan. Chiede, perciò, a Runo spiegazioni, senza però ottenere dei chiarimenti. È disperata, e desidera ritrovare il figlio. Quando Dan torna a casa, racconta alla madre la verità sui Bakugan.
Shinjiro è il padre di Dan. Dopo Miyoko, anch'egli scopre che Bakugan non è solo un gioco. Condivide con suo figlio la passione per i budini.

#### Nonno di Shun
Era un famoso guerriero ninja. Uomo severo, preferisce che Shun, stabilitosi da lui dopo la morte della madre, si dedichi alla arte ninja e lasci perdere il Bakugan, ma poi sembra cambiare atteggiamento.

#### Shiori Kazami
Era la madre di Shun. Aveva un ottimo rapporto con il figlio. Era una donna cagionevole di salute, ma anche all'ospedale, prima di cadere in coma, pensava più a Shun che a se stessa. Aveva compreso la passione che il ragazzo aveva per il Bakugan, così, prima di addormentarsi, gli ha lasciato in dono Ventus Skyress. È possibile che poi sia morta. Nella Dimensione del Destino, Shun deve superare la sua prova combattendo contro un'illusoria bambina, che si rivela essere Shiori piccola. Il giovane, molto legato alla madre, è combattuto se restare con lei nella Dimensione del Destino o tornare nel suo mondo; alla fine sceglie di lasciarla.

#### Tatsuo Misaki e Saki Misaki
Tatsuo è il padre di Runo. Nel suo bar, ha appeso tante foto dell'adorata figlia, di cui è molto geloso.
Saki è la madre di Runo e gestisce il bar insieme a Tatsuo.

#### Shuuko e Kia Marukura
Sono il padre e la madre di Marucho. Ricchi imprenditori, ospitano molte volte gli amici del figlio nella loro lussuosa dimora.

#### Daisy Makimoto
Sorella maggiore di Julie. Nella Dimensione del Destino, Julie deve superare la sua prova battendo un'illusoria Daisy in un combattimento Bakugan. La ragazzina ha sempre sentito la competizione con la sorella, migliore di lei in tutto; ora riesce a vincere ricordando un insegnamento di Daisy, secondo cui l'importante è dare il meglio di sé.

#### Maron Letloy
Apparsa in New Vestronia, Maron Letloy (Maron Rich (マロン・リッチ?, Maron Ritchi) nel doppiaggio originale) è la sorella di Baron Letloy, secondogenita della famiglia. Nonostante la tenera età, dimostra di essere molto matura quando Baron, cui è tanto legata, deve lasciare la famiglia per combattere in nome dei Bakugan: ella, infatti, è consapevole dell'importanza della guerra di suo fratello e non lo ostacola nelle sue scelte. Maron compare nella seconda metà della storia, quando Baron è già tornato a casa sua, a Vestal, avendo, la Resistenza, liberato Nuova Vestronia. Presto, però, il giovane deve andare sulla Terra e lasciare nuovamente la sorellina. Dopo un po' di tempo, Maron lo raggiunge, usufruendo del sistema di trasporto di Klaus von Hertzen. La bambina trascorre, così, una giornata insieme al fratello, e assiste ad un suo combattimento in coppia con Shun Kazami. Anche quest'ultimo, come Baron, cerca di proteggere la piccola, e Maron si prende una cotta per lui. Prima di tornare a Vestal, lo ringrazia e gli dà un bacio.
È doppiata in originale da Tae Okajima.